# Llista d'asteroides (265001-266000)
Llista d'asteroides del 265.001 al 266.000, amb data de descoberta i descobridor. És un fragment de la llista d'asteroides completa. Als asteroides se'ls dona un número quan es confirma la seva òrbita, per tant apareixen llistats aproximadament segons la data de descobriment.

## 265001-265100
| Nom    | Designació provisional | Data de descobriment   | Lloc de descobriment | Descobridor/s               |
| ------ | ---------------------- | ---------------------- | -------------------- | --------------------------- |
| 265001 | 2003 ES35              | 7 de març de 2003      | Anderson Mesa        | LONEOS                      |
| 265002 | 2003 EF49              | 10 de març de 2003     | Anderson Mesa        | LONEOS                      |
| 265003 | 2003 EK57              | 9 de març de 2003      | Anderson Mesa        | LONEOS                      |
| 265004 | 2003 EU57              | 9 de març de 2003      | Palomar              | NEAT                        |
| 265005 | 2003 ED59              | 11 de març de 2003     | Palomar              | NEAT                        |
| 265006 | 2003 EH63              | 10 de març de 2003     | Palomar              | NEAT                        |
| 265007 | 2003 FH27              | 24 de març de 2003     | Kitt Peak            | Spacewatch                  |
| 265008 | 2003 FK68              | 26 de març de 2003     | Palomar              | NEAT                        |
| 265009 | 2003 FA69              | 26 de març de 2003     | Kitt Peak            | Spacewatch                  |
| 265010 | 2003 FQ80              | 27 de març de 2003     | Socorro              | LINEAR                      |
| 265011 | 2003 FK94              | 29 de març de 2003     | Anderson Mesa        | LONEOS                      |
| 265012 | 2003 FM103             | 24 de març de 2003     | Kitt Peak            | Spacewatch                  |
| 265013 | 2003 FX129             | 26 de març de 2003     | Palomar              | NEAT                        |
| 265014 | 2003 FE130             | 26 de març de 2003     | Kitt Peak            | Spacewatch                  |
| 265015 | 2003 GN8               | 3 d'abril de 2003      | Anderson Mesa        | LONEOS                      |
| 265016 | 2003 GS24              | 7 d'abril de 2003      | Kitt Peak            | Spacewatch                  |
| 265017 | 2003 GC34              | 5 d'abril de 2003      | Kitt Peak            | Spacewatch                  |
| 265018 | 2003 GS43              | 9 d'abril de 2003      | Socorro              | LINEAR                      |
| 265019 | 2003 HS1               | 23 d'abril de 2003     | Campo Imperatore     | CINEOS                      |
| 265020 | 2003 HF17              | 24 d'abril de 2003     | Haleakala            | NEAT                        |
| 265021 | 2003 HP22              | 24 d'abril de 2003     | Kitt Peak            | Spacewatch                  |
| 265022 | 2003 HA31              | 26 d'abril de 2003     | Kitt Peak            | Spacewatch                  |
| 265023 | 2003 HA42              | 29 d'abril de 2003     | Haleakala            | NEAT                        |
| 265024 | 2003 HJ42              | 28 d'abril de 2003     | Anderson Mesa        | LONEOS                      |
| 265025 | 2003 JG17              | 8 de maig de 2003      | Socorro              | LINEAR                      |
| 265026 | 2003 LT6               | 7 de juny de 2003      | Kitt Peak            | Spacewatch                  |
| 265027 | 2003 MH2               | 23 de juny de 2003     | Socorro              | LINEAR                      |
| 265028 | 2003 MZ12              | 24 de juny de 2003     | Campo Imperatore     | CINEOS                      |
| 265029 | 2003 NK                | 1 de juliol de 2003    | Haleakala            | NEAT                        |
| 265030 | 2003 NE2               | 3 de juliol de 2003    | Socorro              | LINEAR                      |
| 265031 | 2003 OT                | 21 de juliol de 2003   | Wrightwood           | J. W. Young                 |
| 265032 | 2003 OU                | 20 de juliol de 2003   | Palomar              | NEAT                        |
| 265033 | 2003 OF15              | 22 de juliol de 2003   | Palomar              | NEAT                        |
| 265034 | 2003 OT19              | 31 de juliol de 2003   | Campo Imperatore     | CINEOS                      |
| 265035 | 2003 OZ19              | 30 de juliol de 2003   | Needville            | W. G. Dillon, P. Garossino  |
| 265036 | 2003 OP27              | 24 de juliol de 2003   | Palomar              | NEAT                        |
| 265037 | 2003 OT30              | 24 de juliol de 2003   | Palomar              | NEAT                        |
| 265038 | 2003 OV32              | 24 de juliol de 2003   | Palomar              | NEAT                        |
| 265039 | 2003 PM1               | 1 d'agost de 2003      | Haleakala            | NEAT                        |
| 265040 | 2003 QQ2               | 19 d'agost de 2003     | Campo Imperatore     | CINEOS                      |
| 265041 | 2003 QB7               | 20 d'agost de 2003     | Campo Imperatore     | CINEOS                      |
| 265042 | 2003 QH26              | 22 d'agost de 2003     | Haleakala            | NEAT                        |
| 265043 | 2003 QG27              | 23 d'agost de 2003     | Palomar              | NEAT                        |
| 265044 | 2003 QE35              | 22 d'agost de 2003     | Palomar              | NEAT                        |
| 265045 | 2003 QS49              | 22 d'agost de 2003     | Socorro              | LINEAR                      |
| 265046 | 2003 QH54              | 23 d'agost de 2003     | Socorro              | LINEAR                      |
| 265047 | 2003 QG65              | 23 d'agost de 2003     | Palomar              | NEAT                        |
| 265048 | 2003 QP75              | 24 d'agost de 2003     | Socorro              | LINEAR                      |
| 265049 | 2003 QA80              | 27 d'agost de 2003     | Reedy Creek          | J. Broughton                |
| 265050 | 2003 QR105             | 31 d'agost de 2003     | Socorro              | LINEAR                      |
| 265051 | 2003 QB113             | 31 d'agost de 2003     | Socorro              | LINEAR                      |
| 265052 | 2003 QD114             | 22 d'agost de 2003     | Campo Imperatore     | CINEOS                      |
| 265053 | 2003 RF2               | 2 de setembre de 2003  | Reedy Creek          | J. Broughton                |
| 265054 | 2003 RG10              | 3 de setembre de 2003  | Bergisch Gladbac     | W. Bickel                   |
| 265055 | 2003 RY10              | 4 de setembre de 2003  | Socorro              | LINEAR                      |
| 265056 | 2003 SB9               | 17 de setembre de 2003 | Kitt Peak            | Spacewatch                  |
| 265057 | 2003 SS28              | 18 de setembre de 2003 | Palomar              | NEAT                        |
| 265058 | 2003 SS30              | 18 de setembre de 2003 | Kitt Peak            | Spacewatch                  |
| 265059 | 2003 SD33              | 18 de setembre de 2003 | Piszkesteto          | K. Sarneczky, B. Sipocz     |
| 265060 | 2003 SV38              | 16 de setembre de 2003 | Palomar              | NEAT                        |
| 265061 | 2003 SG39              | 16 de setembre de 2003 | Palomar              | NEAT                        |
| 265062 | 2003 SZ40              | 17 de setembre de 2003 | Palomar              | NEAT                        |
| 265063 | 2003 SP45              | 16 de setembre de 2003 | Anderson Mesa        | LONEOS                      |
| 265064 | 2003 SA49              | 18 de setembre de 2003 | Palomar              | NEAT                        |
| 265065 | 2003 SX58              | 17 de setembre de 2003 | Anderson Mesa        | LONEOS                      |
| 265066 | 2003 SC78              | 19 de setembre de 2003 | Kitt Peak            | Spacewatch                  |
| 265067 | 2003 SR82              | 18 de setembre de 2003 | Kitt Peak            | Spacewatch                  |
| 265068 | 2003 SM83              | 18 de setembre de 2003 | Kitt Peak            | Spacewatch                  |
| 265069 | 2003 SY94              | 19 de setembre de 2003 | Kitt Peak            | Spacewatch                  |
| 265070 | 2003 SA97              | 19 de setembre de 2003 | Palomar              | NEAT                        |
| 265071 | 2003 SB105             | 20 de setembre de 2003 | Palomar              | NEAT                        |
| 265072 | 2003 SE106             | 20 de setembre de 2003 | Palomar              | NEAT                        |
| 265073 | 2003 SJ132             | 19 de setembre de 2003 | Kitt Peak            | Spacewatch                  |
| 265074 | 2003 SD140             | 18 de setembre de 2003 | Campo Imperatore     | CINEOS                      |
| 265075 | 2003 SN145             | 20 de setembre de 2003 | Socorro              | LINEAR                      |
| 265076 | 2003 SJ152             | 19 de setembre de 2003 | Anderson Mesa        | LONEOS                      |
| 265077 | 2003 SE154             | 19 de setembre de 2003 | Anderson Mesa        | LONEOS                      |
| 265078 | 2003 SN160             | 22 de setembre de 2003 | Kitt Peak            | Spacewatch                  |
| 265079 | 2003 SW162             | 19 de setembre de 2003 | Kitt Peak            | Spacewatch                  |
| 265080 | 2003 SY170             | 23 de setembre de 2003 | Uccle                | T. Pauwels                  |
| 265081 | 2003 SN176             | 18 de setembre de 2003 | Palomar              | NEAT                        |
| 265082 | 2003 SU178             | 19 de setembre de 2003 | Socorro              | LINEAR                      |
| 265083 | 2003 SE188             | 22 de setembre de 2003 | Palomar              | NEAT                        |
| 265084 | 2003 SD191             | 18 de setembre de 2003 | Palomar              | NEAT                        |
| 265085 | 2003 SM209             | 24 de setembre de 2003 | Haleakala            | NEAT                        |
| 265086 | 2003 SS209             | 25 de setembre de 2003 | Kvistaberg           | Uppsala-DLR Asteroid Survey |
| 265087 | 2003 SR235             | 25 de setembre de 2003 | Palomar              | NEAT                        |
| 265088 | 2003 SW242             | 27 de setembre de 2003 | Kitt Peak            | Spacewatch                  |
| 265089 | 2003 SG264             | 28 de setembre de 2003 | Socorro              | LINEAR                      |
| 265090 | 2003 SK274             | 28 de setembre de 2003 | Kitt Peak            | Spacewatch                  |
| 265091 | 2003 SG277             | 30 de setembre de 2003 | Socorro              | LINEAR                      |
| 265092 | 2003 SJ277             | 30 de setembre de 2003 | Socorro              | LINEAR                      |
| 265093 | 2003 ST286             | 21 de setembre de 2003 | Palomar              | NEAT                        |
| 265094 | 2003 SF289             | 28 de setembre de 2003 | Socorro              | LINEAR                      |
| 265095 | 2003 SG289             | 28 de setembre de 2003 | Socorro              | LINEAR                      |
| 265096 | 2003 SE290             | 28 de setembre de 2003 | Anderson Mesa        | LONEOS                      |
| 265097 | 2003 SJ298             | 18 de setembre de 2003 | Haleakala            | NEAT                        |
| 265098 | 2003 SD305             | 17 de setembre de 2003 | Palomar              | NEAT                        |
| 265099 | 2003 SX306             | 30 de setembre de 2003 | Kitt Peak            | Spacewatch                  |
| 265100 | 2003 SZ307             | 27 de setembre de 2003 | Socorro              | LINEAR                      |

## 265101-265200
| Nom    | Designació provisional | Data de descobriment   | Lloc de descobriment | Descobridor/s            |
| ------ | ---------------------- | ---------------------- | -------------------- | ------------------------ |
| 265101 | 2003 SF319             | 20 de setembre de 2003 | Kitt Peak            | Spacewatch               |
| 265102 | 2003 SK319             | 21 de setembre de 2003 | Kitt Peak            | Spacewatch               |
| 265103 | 2003 SA320             | 16 de setembre de 2003 | Kitt Peak            | Spacewatch               |
| 265104 | 2003 SJ320             | 17 de setembre de 2003 | Kitt Peak            | Spacewatch               |
| 265105 | 2003 ST320             | 18 de setembre de 2003 | Kitt Peak            | Spacewatch               |
| 265106 | 2003 SE321             | 19 de setembre de 2003 | Kitt Peak            | Spacewatch               |
| 265107 | 2003 SO331             | 27 de setembre de 2003 | Kitt Peak            | Spacewatch               |
| 265108 | 2003 SR395             | 26 de setembre de 2003 | Apache Point         | Sloan Digital Sky Survey |
| 265109 | 2003 SF429             | 20 de setembre de 2003 | Palomar              | NEAT                     |
| 265110 | 2003 ST430             | 30 de setembre de 2003 | Kitt Peak            | Spacewatch               |
| 265111 | 2003 TA19              | 15 d'octubre de 2003   | Anderson Mesa        | LONEOS                   |
| 265112 | 2003 TU37              | 2 d'octubre de 2003    | Kitt Peak            | Spacewatch               |
| 265113 | 2003 TS38              | 2 d'octubre de 2003    | Kitt Peak            | Spacewatch               |
| 265114 | 2003 TY46              | 3 d'octubre de 2003    | Kitt Peak            | Spacewatch               |
| 265115 | 2003 TF47              | 3 d'octubre de 2003    | Kitt Peak            | Spacewatch               |
| 265116 | 2003 TB59              | 3 d'octubre de 2003    | Kitt Peak            | Spacewatch               |
| 265117 | 2003 UQ26              | 25 d'octubre de 2003   | Goodricke-Pigott     | R. A. Tucker             |
| 265118 | 2003 UF61              | 16 d'octubre de 2003   | Palomar              | NEAT                     |
| 265119 | 2003 UB65              | 16 d'octubre de 2003   | Anderson Mesa        | LONEOS                   |
| 265120 | 2003 UL65              | 16 d'octubre de 2003   | Palomar              | NEAT                     |
| 265121 | 2003 UF77              | 17 d'octubre de 2003   | Kitt Peak            | Spacewatch               |
| 265122 | 2003 UD94              | 18 d'octubre de 2003   | Kitt Peak            | Spacewatch               |
| 265123 | 2003 UP129             | 18 d'octubre de 2003   | Palomar              | NEAT                     |
| 265124 | 2003 UV131             | 19 d'octubre de 2003   | Palomar              | NEAT                     |
| 265125 | 2003 UT134             | 20 d'octubre de 2003   | Palomar              | NEAT                     |
| 265126 | 2003 UF139             | 16 d'octubre de 2003   | Palomar              | NEAT                     |
| 265127 | 2003 UH139             | 16 d'octubre de 2003   | Palomar              | NEAT                     |
| 265128 | 2003 UG140             | 16 d'octubre de 2003   | Anderson Mesa        | LONEOS                   |
| 265129 | 2003 UV146             | 18 d'octubre de 2003   | Anderson Mesa        | LONEOS                   |
| 265130 | 2003 UZ149             | 20 d'octubre de 2003   | Socorro              | LINEAR                   |
| 265131 | 2003 UW175             | 21 d'octubre de 2003   | Palomar              | NEAT                     |
| 265132 | 2003 UK183             | 21 d'octubre de 2003   | Palomar              | NEAT                     |
| 265133 | 2003 UJ205             | 22 d'octubre de 2003   | Palomar              | NEAT                     |
| 265134 | 2003 UY205             | 22 d'octubre de 2003   | Socorro              | LINEAR                   |
| 265135 | 2003 UZ212             | 23 d'octubre de 2003   | Kitt Peak            | Spacewatch               |
| 265136 | 2003 UJ216             | 21 d'octubre de 2003   | Socorro              | LINEAR                   |
| 265137 | 2003 UU225             | 22 d'octubre de 2003   | Kitt Peak            | Spacewatch               |
| 265138 | 2003 UV264             | 27 d'octubre de 2003   | Socorro              | LINEAR                   |
| 265139 | 2003 UV283             | 30 d'octubre de 2003   | Socorro              | LINEAR                   |
| 265140 | 2003 UH298             | 16 d'octubre de 2003   | Kitt Peak            | Spacewatch               |
| 265141 | 2003 UX303             | 17 d'octubre de 2003   | Kitt Peak            | Spacewatch               |
| 265142 | 2003 UP309             | 20 d'octubre de 2003   | Palomar              | NEAT                     |
| 265143 | 2003 UY309             | 20 d'octubre de 2003   | Palomar              | NEAT                     |
| 265144 | 2003 UY315             | 21 d'octubre de 2003   | Kitt Peak            | Spacewatch               |
| 265145 | 2003 UA339             | 18 d'octubre de 2003   | Kitt Peak            | Spacewatch               |
| 265146 | 2003 UY373             | 22 d'octubre de 2003   | Apache Point         | Sloan Digital Sky Survey |
| 265147 | 2003 VA2               | 3 de novembre de 2003  | Socorro              | LINEAR                   |
| 265148 | 2003 VD8               | 14 de novembre de 2003 | Palomar              | NEAT                     |
| 265149 | 2003 WC12              | 18 de novembre de 2003 | Palomar              | NEAT                     |
| 265150 | 2003 WM24              | 19 de novembre de 2003 | Kitt Peak            | Spacewatch               |
| 265151 | 2003 WB32              | 18 de novembre de 2003 | Palomar              | NEAT                     |
| 265152 | 2003 WH34              | 19 de novembre de 2003 | Kitt Peak            | Spacewatch               |
| 265153 | 2003 WC37              | 19 de novembre de 2003 | Socorro              | LINEAR                   |
| 265154 | 2003 WL43              | 18 de novembre de 2003 | Palomar              | NEAT                     |
| 265155 | 2003 WD46              | 20 de novembre de 2003 | Socorro              | LINEAR                   |
| 265156 | 2003 WO51              | 19 de novembre de 2003 | Palomar              | NEAT                     |
| 265157 | 2003 WJ60              | 18 de novembre de 2003 | Palomar              | NEAT                     |
| 265158 | 2003 WD64              | 19 de novembre de 2003 | Kitt Peak            | Spacewatch               |
| 265159 | 2003 WN66              | 19 de novembre de 2003 | Kitt Peak            | Spacewatch               |
| 265160 | 2003 WA76              | 19 de novembre de 2003 | Socorro              | LINEAR                   |
| 265161 | 2003 WW81              | 19 de novembre de 2003 | Socorro              | LINEAR                   |
| 265162 | 2003 WW82              | 20 de novembre de 2003 | Palomar              | NEAT                     |
| 265163 | 2003 WX89              | 16 de novembre de 2003 | Kitt Peak            | Spacewatch               |
| 265164 | 2003 WD134             | 21 de novembre de 2003 | Socorro              | LINEAR                   |
| 265165 | 2003 WM138             | 21 de novembre de 2003 | Socorro              | LINEAR                   |
| 265166 | 2003 WJ140             | 21 de novembre de 2003 | Socorro              | LINEAR                   |
| 265167 | 2003 WA143             | 23 de novembre de 2003 | Socorro              | LINEAR                   |
| 265168 | 2003 WF143             | 23 de novembre de 2003 | Socorro              | LINEAR                   |
| 265169 | 2003 WG147             | 23 de novembre de 2003 | Socorro              | LINEAR                   |
| 265170 | 2003 WJ147             | 23 de novembre de 2003 | Kitt Peak            | Spacewatch               |
| 265171 | 2003 WJ168             | 19 de novembre de 2003 | Palomar              | NEAT                     |
| 265172 | 2003 WY189             | 24 de novembre de 2003 | Socorro              | LINEAR                   |
| 265173 | 2003 XU                | 3 de desembre de 2003  | Socorro              | LINEAR                   |
| 265174 | 2003 XF29              | 1 de desembre de 2003  | Kitt Peak            | Spacewatch               |
| 265175 | 2003 YR                | 17 de desembre de 2003 | Socorro              | LINEAR                   |
| 265176 | 2003 YV8               | 19 de desembre de 2003 | Socorro              | LINEAR                   |
| 265177 | 2003 YU13              | 17 de desembre de 2003 | Anderson Mesa        | LONEOS                   |
| 265178 | 2003 YZ18              | 17 de desembre de 2003 | Palomar              | NEAT                     |
| 265179 | 2003 YT33              | 17 de desembre de 2003 | Kitt Peak            | Spacewatch               |
| 265180 | 2003 YR41              | 19 de desembre de 2003 | Kitt Peak            | Spacewatch               |
| 265181 | 2003 YF44              | 19 de desembre de 2003 | Kitt Peak            | Spacewatch               |
| 265182 | 2003 YR44              | 19 de desembre de 2003 | Kitt Peak            | Spacewatch               |
| 265183 | 2003 YP49              | 18 de desembre de 2003 | Socorro              | LINEAR                   |
| 265184 | 2003 YD74              | 18 de desembre de 2003 | Socorro              | LINEAR                   |
| 265185 | 2003 YO102             | 19 de desembre de 2003 | Socorro              | LINEAR                   |
| 265186 | 2003 YT113             | 23 de desembre de 2003 | Socorro              | LINEAR                   |
| 265187 | 2003 YS117             | 28 de desembre de 2003 | Socorro              | LINEAR                   |
| 265188 | 2004 AS10              | 13 de gener de 2004    | Anderson Mesa        | LONEOS                   |
| 265189 | 2004 BG19              | 17 de gener de 2004    | Palomar              | NEAT                     |
| 265190 | 2004 BD24              | 19 de gener de 2004    | Anderson Mesa        | LONEOS                   |
| 265191 | 2004 BU25              | 19 de gener de 2004    | Kitt Peak            | Spacewatch               |
| 265192 | 2004 BL29              | 18 de gener de 2004    | Palomar              | NEAT                     |
| 265193 | 2004 BW41              | 19 de gener de 2004    | Catalina             | CSS                      |
| 265194 | 2004 BW47              | 21 de gener de 2004    | Socorro              | LINEAR                   |
| 265195 | 2004 BS53              | 22 de gener de 2004    | Socorro              | LINEAR                   |
| 265196 | 2004 BW58              | 23 de gener de 2004    | Socorro              | LINEAR                   |
| 265197 | 2004 BF59              | 23 de gener de 2004    | Socorro              | LINEAR                   |
| 265198 | 2004 BJ61              | 22 de gener de 2004    | Socorro              | LINEAR                   |
| 265199 | 2004 BO73              | 24 de gener de 2004    | Socorro              | LINEAR                   |
| 265200 | 2004 BL96              | 24 de gener de 2004    | Socorro              | LINEAR                   |

## 265201-265300
| Nom    | Designació provisional | Data de descobriment | Lloc de descobriment | Descobridor/s  |
| ------ | ---------------------- | -------------------- | -------------------- | -------------- |
| 265201 | 2004 BV99              | 27 de gener de 2004  | Kitt Peak            | Spacewatch     |
| 265202 | 2004 BN102             | 30 de gener de 2004  | Socorro              | LINEAR         |
| 265203 | 2004 BB105             | 24 de gener de 2004  | Socorro              | LINEAR         |
| 265204 | 2004 BE107             | 28 de gener de 2004  | Catalina             | CSS            |
| 265205 | 2004 BH108             | 28 de gener de 2004  | Catalina             | CSS            |
| 265206 | 2004 BO109             | 28 de gener de 2004  | Catalina             | CSS            |
| 265207 | 2004 BR109             | 28 de gener de 2004  | Socorro              | LINEAR         |
| 265208 | 2004 BV111             | 30 de gener de 2004  | Socorro              | LINEAR         |
| 265209 | 2004 BL118             | 29 de gener de 2004  | Socorro              | LINEAR         |
| 265210 | 2004 BR121             | 17 de gener de 2004  | Palomar              | NEAT           |
| 265211 | 2004 BY148             | 16 de gener de 2004  | Kitt Peak            | Spacewatch     |
| 265212 | 2004 CE                | 2 de febrer de 2004  | Catalina             | CSS            |
| 265213 | 2004 CJ18              | 10 de febrer de 2004 | Palomar              | NEAT           |
| 265214 | 2004 CL18              | 10 de febrer de 2004 | Palomar              | NEAT           |
| 265215 | 2004 CO21              | 11 de febrer de 2004 | Anderson Mesa        | LONEOS         |
| 265216 | 2004 CK27              | 11 de febrer de 2004 | Palomar              | NEAT           |
| 265217 | 2004 CU31              | 12 de febrer de 2004 | Kitt Peak            | Spacewatch     |
| 265218 | 2004 CA34              | 12 de febrer de 2004 | Kitt Peak            | Spacewatch     |
| 265219 | 2004 CW53              | 11 de febrer de 2004 | Kitt Peak            | Spacewatch     |
| 265220 | 2004 CH70              | 11 de febrer de 2004 | Palomar              | NEAT           |
| 265221 | 2004 CX71              | 13 de febrer de 2004 | Palomar              | NEAT           |
| 265222 | 2004 CF77              | 11 de febrer de 2004 | Palomar              | NEAT           |
| 265223 | 2004 CE79              | 11 de febrer de 2004 | Palomar              | NEAT           |
| 265224 | 2004 CE100             | 15 de febrer de 2004 | Catalina             | CSS            |
| 265225 | 2004 CZ104             | 13 de febrer de 2004 | Palomar              | NEAT           |
| 265226 | 2004 CC115             | 11 de febrer de 2004 | Palomar              | NEAT           |
| 265227 | 2004 CO118             | 11 de febrer de 2004 | Palomar              | NEAT           |
| 265228 | 2004 CM129             | 14 de febrer de 2004 | Kitt Peak            | Spacewatch     |
| 265229 | 2004 DE1               | 17 de febrer de 2004 | Desert Eagle         | W. K. Y. Yeung |
| 265230 | 2004 DZ11              | 17 de febrer de 2004 | Socorro              | LINEAR         |
| 265231 | 2004 DT18              | 18 de febrer de 2004 | Haleakala            | NEAT           |
| 265232 | 2004 DE22              | 17 de febrer de 2004 | Catalina             | CSS            |
| 265233 | 2004 DL25              | 20 de febrer de 2004 | Socorro              | LINEAR         |
| 265234 | 2004 DZ25              | 16 de febrer de 2004 | Socorro              | LINEAR         |
| 265235 | 2004 DH26              | 16 de febrer de 2004 | Kitt Peak            | Spacewatch     |
| 265236 | 2004 DE36              | 19 de febrer de 2004 | Socorro              | LINEAR         |
| 265237 | 2004 DE51              | 23 de febrer de 2004 | Socorro              | LINEAR         |
| 265238 | 2004 DO51              | 23 de febrer de 2004 | Socorro              | LINEAR         |
| 265239 | 2004 DV61              | 27 de febrer de 2004 | Socorro              | LINEAR         |
| 265240 | 2004 EM13              | 11 de març de 2004   | Palomar              | NEAT           |
| 265241 | 2004 ES15              | 12 de març de 2004   | Palomar              | NEAT           |
| 265242 | 2004 EG21              | 15 de març de 2004   | Kitt Peak            | Spacewatch     |
| 265243 | 2004 EE23              | 15 de març de 2004   | Catalina             | CSS            |
| 265244 | 2004 EK23              | 15 de març de 2004   | Socorro              | LINEAR         |
| 265245 | 2004 EO28              | 15 de març de 2004   | Kitt Peak            | Spacewatch     |
| 265246 | 2004 EB37              | 13 de març de 2004   | Palomar              | NEAT           |
| 265247 | 2004 EK38              | 14 de març de 2004   | Kitt Peak            | Spacewatch     |
| 265248 | 2004 EP39              | 15 de març de 2004   | Kitt Peak            | Spacewatch     |
| 265249 | 2004 ES40              | 15 de març de 2004   | Kitt Peak            | Spacewatch     |
| 265250 | 2004 EW40              | 15 de març de 2004   | Catalina             | CSS            |
| 265251 | 2004 ED46              | 15 de març de 2004   | Socorro              | LINEAR         |
| 265252 | 2004 EG47              | 15 de març de 2004   | Kitt Peak            | Spacewatch     |
| 265253 | 2004 EB66              | 14 de març de 2004   | Kitt Peak            | Spacewatch     |
| 265254 | 2004 ES66              | 14 de març de 2004   | Catalina             | CSS            |
| 265255 | 2004 EN67              | 15 de març de 2004   | Kitt Peak            | Spacewatch     |
| 265256 | 2004 ES74              | 13 de març de 2004   | Palomar              | NEAT           |
| 265257 | 2004 EB76              | 15 de març de 2004   | Palomar              | NEAT           |
| 265258 | 2004 ED76              | 15 de març de 2004   | Catalina             | CSS            |
| 265259 | 2004 EW82              | 13 de març de 2004   | Palomar              | NEAT           |
| 265260 | 2004 EK90              | 14 de març de 2004   | Kitt Peak            | Spacewatch     |
| 265261 | 2004 EF94              | 15 de març de 2004   | Catalina             | CSS            |
| 265262 | 2004 EL95              | 15 de març de 2004   | Kitt Peak            | Spacewatch     |
| 265263 | 2004 FT3               | 19 de març de 2004   | Palomar              | NEAT           |
| 265264 | 2004 FO7               | 16 de març de 2004   | Kitt Peak            | Spacewatch     |
| 265265 | 2004 FT21              | 16 de març de 2004   | Kitt Peak            | Spacewatch     |
| 265266 | 2004 FO23              | 17 de març de 2004   | Kitt Peak            | Spacewatch     |
| 265267 | 2004 FU25              | 17 de març de 2004   | Socorro              | LINEAR         |
| 265268 | 2004 FL27              | 17 de març de 2004   | Kitt Peak            | Spacewatch     |
| 265269 | 2004 FC36              | 16 de març de 2004   | Socorro              | LINEAR         |
| 265270 | 2004 FL37              | 17 de març de 2004   | Kitt Peak            | Spacewatch     |
| 265271 | 2004 FT38              | 17 de març de 2004   | Socorro              | LINEAR         |
| 265272 | 2004 FF41              | 18 de març de 2004   | Socorro              | LINEAR         |
| 265273 | 2004 FP41              | 18 de març de 2004   | Kitt Peak            | Spacewatch     |
| 265274 | 2004 FL45              | 16 de març de 2004   | Socorro              | LINEAR         |
| 265275 | 2004 FP48              | 18 de març de 2004   | Socorro              | LINEAR         |
| 265276 | 2004 FE50              | 18 de març de 2004   | Socorro              | LINEAR         |
| 265277 | 2004 FD52              | 19 de març de 2004   | Socorro              | LINEAR         |
| 265278 | 2004 FP69              | 16 de març de 2004   | Kitt Peak            | Spacewatch     |
| 265279 | 2004 FE70              | 16 de març de 2004   | Kitt Peak            | Spacewatch     |
| 265280 | 2004 FU80              | 16 de març de 2004   | Socorro              | LINEAR         |
| 265281 | 2004 FY82              | 17 de març de 2004   | Socorro              | LINEAR         |
| 265282 | 2004 FB94              | 22 de març de 2004   | Socorro              | LINEAR         |
| 265283 | 2004 FL124             | 27 de març de 2004   | Socorro              | LINEAR         |
| 265284 | 2004 FY124             | 27 de març de 2004   | Socorro              | LINEAR         |
| 265285 | 2004 FY134             | 26 de març de 2004   | Anderson Mesa        | LONEOS         |
| 265286 | 2004 FT136             | 28 de març de 2004   | Socorro              | LINEAR         |
| 265287 | 2004 FR145             | 30 de març de 2004   | Kitt Peak            | Spacewatch     |
| 265288 | 2004 GP4               | 11 d'abril de 2004   | Palomar              | NEAT           |
| 265289 | 2004 GO31              | 15 d'abril de 2004   | Anderson Mesa        | LONEOS         |
| 265290 | 2004 GV32              | 12 d'abril de 2004   | Palomar              | NEAT           |
| 265291 | 2004 GG37              | 14 d'abril de 2004   | Anderson Mesa        | LONEOS         |
| 265292 | 2004 GC38              | 14 d'abril de 2004   | Anderson Mesa        | LONEOS         |
| 265293 | 2004 GL38              | 15 d'abril de 2004   | Catalina             | CSS            |
| 265294 | 2004 GO51              | 13 d'abril de 2004   | Kitt Peak            | Spacewatch     |
| 265295 | 2004 GO56              | 13 d'abril de 2004   | Kitt Peak            | Spacewatch     |
| 265296 | 2004 GM57              | 14 d'abril de 2004   | Kitt Peak            | Spacewatch     |
| 265297 | 2004 GY58              | 12 d'abril de 2004   | Anderson Mesa        | LONEOS         |
| 265298 | 2004 GH59              | 12 d'abril de 2004   | Palomar              | NEAT           |
| 265299 | 2004 GK60              | 14 d'abril de 2004   | Anderson Mesa        | LONEOS         |
| 265300 | 2004 GB74              | 12 d'abril de 2004   | Anderson Mesa        | LONEOS         |

## 265301-265400
| Nom    | Designació provisional | Data de descobriment   | Lloc de descobriment | Descobridor/s             |
| ------ | ---------------------- | ---------------------- | -------------------- | ------------------------- |
| 265301 | 2004 GQ74              | 15 d'abril de 2004     | Socorro              | LINEAR                    |
| 265302 | 2004 HE4               | 16 d'abril de 2004     | Socorro              | LINEAR                    |
| 265303 | 2004 HT7               | 19 d'abril de 2004     | Socorro              | LINEAR                    |
| 265304 | 2004 HZ25              | 19 d'abril de 2004     | Socorro              | LINEAR                    |
| 265305 | 2004 HN28              | 20 d'abril de 2004     | Socorro              | LINEAR                    |
| 265306 | 2004 HJ36              | 21 d'abril de 2004     | Socorro              | LINEAR                    |
| 265307 | 2004 HG44              | 21 d'abril de 2004     | Socorro              | LINEAR                    |
| 265308 | 2004 HU68              | 22 d'abril de 2004     | Kitt Peak            | Spacewatch                |
| 265309 | 2004 JW8               | 13 de maig de 2004     | Kitt Peak            | Spacewatch                |
| 265310 | 2004 JW13              | 9 de maig de 2004      | Kitt Peak            | Spacewatch                |
| 265311 | 2004 JV43              | 12 de maig de 2004     | Anderson Mesa        | LONEOS                    |
| 265312 | 2004 JB44              | 12 de maig de 2004     | Anderson Mesa        | LONEOS                    |
| 265313 | 2004 KZ6               | 19 de maig de 2004     | Kitt Peak            | Spacewatch                |
| 265314 | 2004 KL13              | 19 de maig de 2004     | Kitt Peak            | Spacewatch                |
| 265315 | 2004 NM                | 9 de juliol de 2004    | Palomar              | NEAT                      |
| 265316 | 2004 NH1               | 9 de juliol de 2004    | Palomar              | NEAT                      |
| 265317 | 2004 NV6               | 11 de juliol de 2004   | Socorro              | LINEAR                    |
| 265318 | 2004 NZ7               | 11 de juliol de 2004   | Socorro              | LINEAR                    |
| 265319 | 2004 NV8               | 14 de juliol de 2004   | Reedy Creek          | J. Broughton              |
| 265320 | 2004 NJ14              | 11 de juliol de 2004   | Socorro              | LINEAR                    |
| 265321 | 2004 NG15              | 11 de juliol de 2004   | Socorro              | LINEAR                    |
| 265322 | 2004 NB17              | 11 de juliol de 2004   | Socorro              | LINEAR                    |
| 265323 | 2004 NA23              | 11 de juliol de 2004   | Socorro              | LINEAR                    |
| 265324 | 2004 NF24              | 14 de juliol de 2004   | Socorro              | LINEAR                    |
| 265325 | 2004 NS24              | 15 de juliol de 2004   | Socorro              | LINEAR                    |
| 265326 | 2004 NP28              | 14 de juliol de 2004   | Socorro              | LINEAR                    |
| 265327 | 2004 OS                | 17 de juliol de 2004   | 7300                 | W. K. Y. Yeung            |
| 265328 | 2004 OG1               | 16 de juliol de 2004   | Socorro              | LINEAR                    |
| 265329 | 2004 PC10              | 6 d'agost de 2004      | Campo Imperatore     | CINEOS                    |
| 265330 | 2004 PS11              | 7 d'agost de 2004      | Palomar              | NEAT                      |
| 265331 | 2004 PH16              | 7 d'agost de 2004      | Palomar              | NEAT                      |
| 265332 | 2004 PA18              | 8 d'agost de 2004      | Socorro              | LINEAR                    |
| 265333 | 2004 PN37              | 9 d'agost de 2004      | Anderson Mesa        | LONEOS                    |
| 265334 | 2004 PZ38              | 9 d'agost de 2004      | Anderson Mesa        | LONEOS                    |
| 265335 | 2004 PO39              | 9 d'agost de 2004      | Socorro              | LINEAR                    |
| 265336 | 2004 PP43              | 6 d'agost de 2004      | Palomar              | NEAT                      |
| 265337 | 2004 PE52              | 8 d'agost de 2004      | Socorro              | LINEAR                    |
| 265338 | 2004 PM58              | 9 d'agost de 2004      | Socorro              | LINEAR                    |
| 265339 | 2004 PJ63              | 10 d'agost de 2004     | Socorro              | LINEAR                    |
| 265340 | 2004 PR72              | 8 d'agost de 2004      | Socorro              | LINEAR                    |
| 265341 | 2004 PV88              | 8 d'agost de 2004      | Palomar              | NEAT                      |
| 265342 | 2004 QQ3               | 19 d'agost de 2004     | Socorro              | LINEAR                    |
| 265343 | 2004 QJ12              | 21 d'agost de 2004     | Siding Spring        | Siding Spring Survey      |
| 265344 | 2004 RB4               | 4 de setembre de 2004  | Palomar              | NEAT                      |
| 265345 | 2004 RT20              | 7 de setembre de 2004  | Kitt Peak            | Spacewatch                |
| 265346 | 2004 RH25              | 6 de setembre de 2004  | Siding Spring        | Siding Spring Survey      |
| 265347 | 2004 RV38              | 7 de setembre de 2004  | Palomar              | NEAT                      |
| 265348 | 2004 RB48              | 8 de setembre de 2004  | Socorro              | LINEAR                    |
| 265349 | 2004 RY50              | 8 de setembre de 2004  | Socorro              | LINEAR                    |
| 265350 | 2004 RG59              | 8 de setembre de 2004  | Socorro              | LINEAR                    |
| 265351 | 2004 RT59              | 8 de setembre de 2004  | Socorro              | LINEAR                    |
| 265352 | 2004 RL61              | 8 de setembre de 2004  | Socorro              | LINEAR                    |
| 265353 | 2004 RH75              | 8 de setembre de 2004  | Socorro              | LINEAR                    |
| 265354 | 2004 RR78              | 8 de setembre de 2004  | Socorro              | LINEAR                    |
| 265355 | 2004 RF83              | 9 de setembre de 2004  | Socorro              | LINEAR                    |
| 265356 | 2004 RE87              | 7 de setembre de 2004  | Socorro              | LINEAR                    |
| 265357 | 2004 RJ91              | 8 de setembre de 2004  | Socorro              | LINEAR                    |
| 265358 | 2004 RH93              | 8 de setembre de 2004  | Socorro              | LINEAR                    |
| 265359 | 2004 RB95              | 8 de setembre de 2004  | Socorro              | LINEAR                    |
| 265360 | 2004 RC101             | 8 de setembre de 2004  | Socorro              | LINEAR                    |
| 265361 | 2004 RF112             | 6 de setembre de 2004  | Socorro              | LINEAR                    |
| 265362 | 2004 RZ118             | 7 de setembre de 2004  | Palomar              | NEAT                      |
| 265363 | 2004 RZ125             | 7 de setembre de 2004  | Kitt Peak            | Spacewatch                |
| 265364 | 2004 RS133             | 7 de setembre de 2004  | Kitt Peak            | Spacewatch                |
| 265365 | 2004 RW151             | 9 de setembre de 2004  | Socorro              | LINEAR                    |
| 265366 | 2004 RK158             | 10 de setembre de 2004 | Socorro              | LINEAR                    |
| 265367 | 2004 RZ159             | 10 de setembre de 2004 | Socorro              | LINEAR                    |
| 265368 | 2004 RZ180             | 10 de setembre de 2004 | Socorro              | LINEAR                    |
| 265369 | 2004 RJ181             | 10 de setembre de 2004 | Socorro              | LINEAR                    |
| 265370 | 2004 RC188             | 10 de setembre de 2004 | Socorro              | LINEAR                    |
| 265371 | 2004 RT195             | 10 de setembre de 2004 | Socorro              | LINEAR                    |
| 265372 | 2004 RD211             | 11 de setembre de 2004 | Socorro              | LINEAR                    |
| 265373 | 2004 RU215             | 11 de setembre de 2004 | Socorro              | LINEAR                    |
| 265374 | 2004 RL224             | 8 de setembre de 2004  | Palomar              | NEAT                      |
| 265375 | 2004 RP225             | 9 de setembre de 2004  | Socorro              | LINEAR                    |
| 265376 | 2004 RG227             | 9 de setembre de 2004  | Kitt Peak            | Spacewatch                |
| 265377 | 2004 RY240             | 10 de setembre de 2004 | Kitt Peak            | Spacewatch                |
| 265378 | 2004 RY247             | 12 de setembre de 2004 | Socorro              | LINEAR                    |
| 265379 | 2004 RV248             | 12 de setembre de 2004 | Socorro              | LINEAR                    |
| 265380 | 2004 RD253             | 15 de setembre de 2004 | Mauna Kea            | J. Pittichova, J. Bedient |
| 265381 | 2004 RJ269             | 11 de setembre de 2004 | Kitt Peak            | Spacewatch                |
| 265382 | 2004 RN271             | 11 de setembre de 2004 | Kitt Peak            | Spacewatch                |
| 265383 | 2004 RS291             | 10 de setembre de 2004 | Socorro              | LINEAR                    |
| 265384 | 2004 RE296             | 11 de setembre de 2004 | Kitt Peak            | Spacewatch                |
| 265385 | 2004 RE298             | 11 de setembre de 2004 | Kitt Peak            | Spacewatch                |
| 265386 | 2004 RR298             | 11 de setembre de 2004 | Kitt Peak            | Spacewatch                |
| 265387 | 2004 RW319             | 13 de setembre de 2004 | Socorro              | LINEAR                    |
| 265388 | 2004 RZ323             | 13 de setembre de 2004 | Socorro              | LINEAR                    |
| 265389 | 2004 RV345             | 8 de setembre de 2004  | Socorro              | LINEAR                    |
| 265390 | 2004 SN8               | 17 de setembre de 2004 | Socorro              | LINEAR                    |
| 265391 | 2004 SS21              | 16 de setembre de 2004 | Kitt Peak            | Spacewatch                |
| 265392 | 2004 SQ30              | 17 de setembre de 2004 | Socorro              | LINEAR                    |
| 265393 | 2004 SM46              | 18 de setembre de 2004 | Socorro              | LINEAR                    |
| 265394 | 2004 SS56              | 16 de setembre de 2004 | Anderson Mesa        | LONEOS                    |
| 265395 | 2004 TM4               | 4 d'octubre de 2004    | Kitt Peak            | Spacewatch                |
| 265396 | 2004 TS15              | 9 d'octubre de 2004    | Kitt Peak            | Spacewatch                |
| 265397 | 2004 TR17              | 11 d'octubre de 2004   | Palomar              | NEAT                      |
| 265398 | 2004 TR18              | 14 d'octubre de 2004   | Goodricke-Pigott     | R. A. Tucker              |
| 265399 | 2004 TK20              | 15 d'octubre de 2004   | Socorro              | LINEAR                    |
| 265400 | 2004 TB28              | 4 d'octubre de 2004    | Kitt Peak            | Spacewatch                |

## 265401-265500
| Nom             | Designació provisional | Data de descobriment   | Lloc de descobriment | Descobridor/s     |
| --------------- | ---------------------- | ---------------------- | -------------------- | ----------------- |
| 265401          | 2004 TO37              | 4 d'octubre de 2004    | Kitt Peak            | Spacewatch        |
| 265402          | 2004 TG47              | 4 d'octubre de 2004    | Kitt Peak            | Spacewatch        |
| 265403          | 2004 TK57              | 5 d'octubre de 2004    | Kitt Peak            | Spacewatch        |
| 265404          | 2004 TA60              | 5 d'octubre de 2004    | Kitt Peak            | Spacewatch        |
| 265405          | 2004 TE76              | 7 d'octubre de 2004    | Anderson Mesa        | LONEOS            |
| 265406          | 2004 TE77              | 7 d'octubre de 2004    | Kitt Peak            | Spacewatch        |
| 265407          | 2004 TP79              | 4 d'octubre de 2004    | Kitt Peak            | Spacewatch        |
| 265408          | 2004 TK82              | 5 d'octubre de 2004    | Kitt Peak            | Spacewatch        |
| 265409          | 2004 TL90              | 5 d'octubre de 2004    | Kitt Peak            | Spacewatch        |
| 265410          | 2004 TA115             | 8 d'octubre de 2004    | Palomar              | NEAT              |
| 265411          | 2004 TQ125             | 7 d'octubre de 2004    | Socorro              | LINEAR            |
| 265412          | 2004 TY151             | 6 d'octubre de 2004    | Kitt Peak            | Spacewatch        |
| 265413          | 2004 TX153             | 6 d'octubre de 2004    | Kitt Peak            | Spacewatch        |
| 265414          | 2004 TG157             | 6 d'octubre de 2004    | Kitt Peak            | Spacewatch        |
| 265415          | 2004 TM167             | 7 d'octubre de 2004    | Kitt Peak            | Spacewatch        |
| 265416          | 2004 TO172             | 8 d'octubre de 2004    | Socorro              | LINEAR            |
| 265417          | 2004 TP172             | 8 d'octubre de 2004    | Socorro              | LINEAR            |
| 265418          | 2004 TJ176             | 9 d'octubre de 2004    | Socorro              | LINEAR            |
| 265419          | 2004 TH259             | 9 d'octubre de 2004    | Kitt Peak            | Spacewatch        |
| 265420          | 2004 TD268             | 9 d'octubre de 2004    | Kitt Peak            | Spacewatch        |
| 265421          | 2004 TG281             | 10 d'octubre de 2004   | Kitt Peak            | Spacewatch        |
| 265422          | 2004 TN281             | 11 d'octubre de 2004   | Kitt Peak            | Spacewatch        |
| 265423          | 2004 TA293             | 10 d'octubre de 2004   | Kitt Peak            | Spacewatch        |
| 265424          | 2004 TZ328             | 4 d'octubre de 2004    | Palomar              | NEAT              |
| 265425          | 2004 TO354             | 11 d'octubre de 2004   | Kitt Peak            | M. W. Buie        |
| 265426          | 2004 UB1               | 19 d'octubre de 2004   | Hormersdorf          | Hormersdorf       |
| 265427          | 2004 UD11              | 18 d'octubre de 2004   | Socorro              | LINEAR            |
| 265428          | 2004 VE35              | 3 de novembre de 2004  | Kitt Peak            | Spacewatch        |
| 265429          | 2004 VG42              | 4 de novembre de 2004  | Kitt Peak            | Spacewatch        |
| 265430          | 2004 VD49              | 4 de novembre de 2004  | Kitt Peak            | Spacewatch        |
| 265431          | 2004 VW57              | 7 de novembre de 2004  | Palomar              | NEAT              |
| 265432          | 2004 VL62              | 6 de novembre de 2004  | Socorro              | LINEAR            |
| 265433          | 2004 VJ70              | 4 de novembre de 2004  | Catalina             | CSS               |
| 265434          | 2004 VK71              | 9 de novembre de 2004  | Catalina             | CSS               |
| 265435          | 2004 VG85              | 10 de novembre de 2004 | Kitt Peak            | Spacewatch        |
| 265436          | 2004 VL86              | 10 de novembre de 2004 | Kitt Peak            | Spacewatch        |
| 265437          | 2004 VC112             | 12 de novembre de 2004 | Socorro              | LINEAR            |
| 265438          | 2004 XN2               | 1 de desembre de 2004  | Palomar              | NEAT              |
| 265439          | 2004 XX18              | 8 de desembre de 2004  | Socorro              | LINEAR            |
| 265440          | 2004 XA26              | 9 de desembre de 2004  | Kitt Peak            | Spacewatch        |
| 265441          | 2004 XS34              | 11 de desembre de 2004 | Kitt Peak            | Spacewatch        |
| 265442          | 2004 XY38              | 7 de desembre de 2004  | Socorro              | LINEAR            |
| 265443          | 2004 XA42              | 11 de desembre de 2004 | Kitt Peak            | Spacewatch        |
| 265444          | 2004 XS63              | 2 de desembre de 2004  | Kitt Peak            | Spacewatch        |
| 265445          | 2004 XD80              | 10 de desembre de 2004 | Anderson Mesa        | LONEOS            |
| 265446          | 2004 XV82              | 11 de desembre de 2004 | Kitt Peak            | Spacewatch        |
| 265447          | 2004 XD84              | 11 de desembre de 2004 | Kitt Peak            | Spacewatch        |
| 265448          | 2004 XD91              | 11 de desembre de 2004 | Kitt Peak            | Spacewatch        |
| 265449          | 2004 XL97              | 11 de desembre de 2004 | Kitt Peak            | Spacewatch        |
| 265450          | 2004 XC99              | 11 de desembre de 2004 | Kitt Peak            | Spacewatch        |
| 265451          | 2004 XL100             | 13 de desembre de 2004 | Kitt Peak            | Spacewatch        |
| 265452          | 2004 XV109             | 13 de desembre de 2004 | Anderson Mesa        | LONEOS            |
| 265453          | 2004 XV121             | 15 de desembre de 2004 | Socorro              | LINEAR            |
| 265454          | 2004 XA124             | 10 de desembre de 2004 | Socorro              | LINEAR            |
| 265455          | 2004 XC140             | 13 de desembre de 2004 | Kitt Peak            | Spacewatch        |
| 265456          | 2004 XU167             | 3 de desembre de 2004  | Kitt Peak            | Spacewatch        |
| 265457          | 2004 XV180             | 14 de desembre de 2004 | Kitt Peak            | Spacewatch        |
| 265458          | 2004 YM18              | 18 de desembre de 2004 | Mount Lemmon         | Mt. Lemmon Survey |
| 265459          | 2004 YQ32              | 21 de desembre de 2004 | Catalina             | CSS               |
| 265460          | 2005 AG12              | 6 de gener de 2005     | Catalina             | CSS               |
| 265461          | 2005 AX13              | 7 de gener de 2005     | Socorro              | LINEAR            |
| 265462          | 2005 AQ14              | 1 de gener de 2005     | Catalina             | CSS               |
| 265463          | 2005 AS19              | 6 de gener de 2005     | Catalina             | CSS               |
| 265464          | 2005 AC34              | 13 de gener de 2005    | Socorro              | LINEAR            |
| 265465          | 2005 AZ36              | 13 de gener de 2005    | Socorro              | LINEAR            |
| 265466          | 2005 AH39              | 13 de gener de 2005    | Socorro              | LINEAR            |
| 265467          | 2005 AN49              | 13 de gener de 2005    | Socorro              | LINEAR            |
| 265468          | 2005 AG55              | 15 de gener de 2005    | Socorro              | LINEAR            |
| 265469          | 2005 AA57              | 15 de gener de 2005    | Catalina             | CSS               |
| 265470          | 2005 AB60              | 15 de gener de 2005    | Kitt Peak            | Spacewatch        |
| 265471          | 2005 AE62              | 15 de gener de 2005    | Kitt Peak            | Spacewatch        |
| 265472          | 2005 AC64              | 13 de gener de 2005    | Kitt Peak            | Spacewatch        |
| 265473          | 2005 BL9               | 16 de gener de 2005    | Socorro              | LINEAR            |
| 265474          | 2005 BB14              | 16 de gener de 2005    | Socorro              | LINEAR            |
| 265475          | 2005 BA18              | 16 de gener de 2005    | Socorro              | LINEAR            |
| 265476          | 2005 BE19              | 16 de gener de 2005    | Socorro              | LINEAR            |
| 265477          | 2005 BD25              | 17 de gener de 2005    | Socorro              | LINEAR            |
| 265478          | 2005 CK17              | 2 de febrer de 2005    | Socorro              | LINEAR            |
| 265479          | 2005 CG64              | 9 de febrer de 2005    | Socorro              | LINEAR            |
| 265480          | 2005 CQ64              | 9 de febrer de 2005    | Anderson Mesa        | LONEOS            |
| 265481          | 2005 CR69              | 14 de febrer de 2005   | Socorro              | LINEAR            |
| 265482          | 2005 EE                | 1 de març de 2005      | Catalina             | CSS               |
| 265483          | 2005 EC5               | 1 de març de 2005      | Kitt Peak            | Spacewatch        |
| 265484          | 2005 EF9               | 2 de març de 2005      | Kitt Peak            | Spacewatch        |
| 265485          | 2005 EP42              | 2 de març de 2005      | Catalina             | CSS               |
| 265486          | 2005 EV120             | 8 de març de 2005      | Kitt Peak            | Spacewatch        |
| 265487          | 2005 EU124             | 8 de març de 2005      | Socorro              | LINEAR            |
| 265488          | 2005 EQ195             | 11 de març de 2005     | Mount Lemmon         | Mt. Lemmon Survey |
| 265489          | 2005 EC253             | 10 de març de 2005     | Catalina             | CSS               |
| 265490 Szabados | 2005 GW                | 1 d'abril de 2005      | Piszkesteto          | Piszkesteto       |
| 265491          | 2005 GF11              | 1 d'abril de 2005      | Anderson Mesa        | LONEOS            |
| 265492          | 2005 GA13              | 1 d'abril de 2005      | Anderson Mesa        | LONEOS            |
| 265493          | 2005 GE20              | 2 d'abril de 2005      | Palomar              | NEAT              |
| 265494          | 2005 GZ51              | 2 d'abril de 2005      | Mount Lemmon         | Mt. Lemmon Survey |
| 265495          | 2005 GC89              | 5 d'abril de 2005      | Mount Lemmon         | Mt. Lemmon Survey |
| 265496          | 2005 GX98              | 7 d'abril de 2005      | Kitt Peak            | Spacewatch        |
| 265497          | 2005 GB142             | 10 d'abril de 2005     | Kitt Peak            | Spacewatch        |
| 265498          | 2005 GH151             | 11 d'abril de 2005     | Kitt Peak            | Spacewatch        |
| 265499          | 2005 GH176             | 14 d'abril de 2005     | Kitt Peak            | Spacewatch        |
| 265500          | 2005 JZ                | 3 de maig de 2005      | Socorro              | LINEAR            |

## 265501-265600
| Nom                | Designació provisional | Data de descobriment   | Lloc de descobriment | Descobridor/s          |
| ------------------ | ---------------------- | ---------------------- | -------------------- | ---------------------- |
| 265501             | 2005 JR12              | 4 de maig de 2005      | Mauna Kea            | C. Veillet             |
| 265502             | 2005 JS14              | 2 de maig de 2005      | Kitt Peak            | Spacewatch             |
| 265503             | 2005 JH48              | 3 de maig de 2005      | Kitt Peak            | Spacewatch             |
| 265504             | 2005 JT50              | 4 de maig de 2005      | Kitt Peak            | Spacewatch             |
| 265505             | 2005 JK52              | 4 de maig de 2005      | Kitt Peak            | Spacewatch             |
| 265506             | 2005 JK55              | 4 de maig de 2005      | Kitt Peak            | Spacewatch             |
| 265507             | 2005 JJ56              | 6 de maig de 2005      | Kitt Peak            | Spacewatch             |
| 265508             | 2005 JP79              | 10 de maig de 2005     | Mount Lemmon         | Mt. Lemmon Survey      |
| 265509             | 2005 JG92              | 11 de maig de 2005     | Palomar              | NEAT                   |
| 265510             | 2005 JE160             | 7 de maig de 2005      | Mount Lemmon         | Mt. Lemmon Survey      |
| 265511             | 2005 JZ183             | 14 de maig de 2005     | Mount Lemmon         | Mt. Lemmon Survey      |
| 265512             | 2005 KG13              | 20 de maig de 2005     | Mount Lemmon         | Mt. Lemmon Survey      |
| 265513             | 2005 LF3               | 2 de juny de 2005      | Socorro              | LINEAR                 |
| 265514             | 2005 LQ22              | 8 de juny de 2005      | Kitt Peak            | Spacewatch             |
| 265515             | 2005 LL24              | 6 de juny de 2005      | Kitt Peak            | Spacewatch             |
| 265516             | 2005 LM53              | 13 de juny de 2005     | Mount Lemmon         | Mt. Lemmon Survey      |
| 265517             | 2005 MK8               | 27 de juny de 2005     | Junk Bond            | D. Healy               |
| 265518             | 2005 MF9               | 28 de juny de 2005     | Kitt Peak            | Spacewatch             |
| 265519             | 2005 MN9               | 28 de juny de 2005     | Kitt Peak            | Spacewatch             |
| 265520             | 2005 MT16              | 27 de juny de 2005     | Kitt Peak            | Spacewatch             |
| 265521             | 2005 MG22              | 30 de juny de 2005     | Kitt Peak            | Spacewatch             |
| 265522             | 2005 ML34              | 29 de juny de 2005     | Palomar              | NEAT                   |
| 265523             | 2005 MM37              | 30 de juny de 2005     | Kitt Peak            | Spacewatch             |
| 265524             | 2005 MS39              | 29 de juny de 2005     | Palomar              | NEAT                   |
| 265525             | 2005 MD44              | 27 de juny de 2005     | Palomar              | NEAT                   |
| 265526             | 2005 NA                | 1 de juliol de 2005    | Wrightwood           | J. W. Young            |
| 265527             | 2005 NC8               | 1 de juliol de 2005    | Kitt Peak            | Spacewatch             |
| 265528             | 2005 NZ20              | 6 de juliol de 2005    | Reedy Creek          | J. Broughton           |
| 265529             | 2005 NY21              | 1 de juliol de 2005    | Kitt Peak            | Spacewatch             |
| 265530             | 2005 NG33              | 5 de juliol de 2005    | Kitt Peak            | Spacewatch             |
| 265531             | 2005 NG34              | 5 de juliol de 2005    | Kitt Peak            | Spacewatch             |
| 265532             | 2005 NC38              | 6 de juliol de 2005    | Kitt Peak            | Spacewatch             |
| 265533             | 2005 ND42              | 5 de juliol de 2005    | Kitt Peak            | Spacewatch             |
| 265534             | 2005 NU60              | 11 de juliol de 2005   | Mount Lemmon         | Mt. Lemmon Survey      |
| 265535             | 2005 NJ74              | 9 de juliol de 2005    | Kitt Peak            | Spacewatch             |
| 265536             | 2005 NO78              | 12 de juliol de 2005   | Junk Bond            | D. Healy               |
| 265537             | 2005 NO79              | 7 de juliol de 2005    | Reedy Creek          | J. Broughton           |
| 265538             | 2005 NB83              | 15 de juliol de 2005   | Reedy Creek          | J. Broughton           |
| 265539             | 2005 NQ89              | 4 de juliol de 2005    | Palomar              | NEAT                   |
| 265540             | 2005 NZ121             | 4 de juliol de 2005    | Palomar              | NEAT                   |
| 265541             | 2005 NF122             | 3 de juliol de 2005    | Palomar              | NEAT                   |
| 265542             | 2005 OM2               | 26 de juliol de 2005   | Palomar              | NEAT                   |
| 265543             | 2005 OM3               | 26 de juliol de 2005   | Reedy Creek          | J. Broughton           |
| 265544             | 2005 OU5               | 28 de juliol de 2005   | Palomar              | NEAT                   |
| 265545             | 2005 OQ6               | 28 de juliol de 2005   | Palomar              | NEAT                   |
| 265546             | 2005 OR10              | 27 de juliol de 2005   | Palomar              | NEAT                   |
| 265547             | 2005 OP12              | 29 de juliol de 2005   | Palomar              | NEAT                   |
| 265548             | 2005 OD14              | 30 de juliol de 2005   | Palomar              | NEAT                   |
| 265549             | 2005 OZ14              | 28 de juliol de 2005   | Reedy Creek          | J. Broughton           |
| 265550             | 2005 OL19              | 29 de juliol de 2005   | Needville            | J. Dellinger, D. Wells |
| 265551             | 2005 OG21              | 28 de juliol de 2005   | Palomar              | NEAT                   |
| 265552             | 2005 PW                | 1 d'agost de 2005      | Siding Spring        | Siding Spring Survey   |
| 265553             | 2005 PO2               | 2 d'agost de 2005      | Socorro              | LINEAR                 |
| 265554             | 2005 PG4               | 4 d'agost de 2005      | Palomar              | NEAT                   |
| 265555             | 2005 PQ9               | 4 d'agost de 2005      | Palomar              | NEAT                   |
| 265556             | 2005 PX9               | 4 d'agost de 2005      | Palomar              | NEAT                   |
| 265557             | 2005 PC14              | 4 d'agost de 2005      | Palomar              | NEAT                   |
| 265558             | 2005 PM23              | 1 d'agost de 2005      | Siding Spring        | Siding Spring Survey   |
| 265559             | 2005 PM24              | 10 d'agost de 2005     | Cerro Tololo         | M. W. Buie             |
| 265560             | 2005 QT5               | 24 d'agost de 2005     | Palomar              | NEAT                   |
| 265561             | 2005 QW29              | 26 d'agost de 2005     | Anderson Mesa        | LONEOS                 |
| 265562             | 2005 QF33              | 25 d'agost de 2005     | Palomar              | NEAT                   |
| 265563             | 2005 QX33              | 25 d'agost de 2005     | Palomar              | NEAT                   |
| 265564             | 2005 QT46              | 26 d'agost de 2005     | Palomar              | NEAT                   |
| 265565             | 2005 QY46              | 26 d'agost de 2005     | Palomar              | NEAT                   |
| 265566             | 2005 QD49              | 26 d'agost de 2005     | Anderson Mesa        | LONEOS                 |
| 265567             | 2005 QA51              | 26 d'agost de 2005     | Palomar              | NEAT                   |
| 265568             | 2005 QQ57              | 24 d'agost de 2005     | Palomar              | NEAT                   |
| 265569             | 2005 QT65              | 27 d'agost de 2005     | Anderson Mesa        | LONEOS                 |
| 265570             | 2005 QR76              | 1 de febrer de 2003    | Kitt Peak            | Spacwatch              |
| 265571             | 2005 QY90              | 25 d'agost de 2005     | Palomar              | NEAT                   |
| 265572             | 2005 QX95              | 27 d'agost de 2005     | Palomar              | NEAT                   |
| 265573             | 2005 QP101             | 27 d'agost de 2005     | Palomar              | NEAT                   |
| 265574             | 2005 QQ108             | 27 d'agost de 2005     | Palomar              | NEAT                   |
| 265575             | 2005 QQ113             | 27 d'agost de 2005     | Palomar              | NEAT                   |
| 265576             | 2005 QK116             | 28 d'agost de 2005     | Kitt Peak            | Spacewatch             |
| 265577             | 2005 QC118             | 28 d'agost de 2005     | Kitt Peak            | Spacewatch             |
| 265578             | 2005 QH123             | 28 d'agost de 2005     | Kitt Peak            | Spacewatch             |
| 265579             | 2005 QO132             | 28 d'agost de 2005     | Kitt Peak            | Spacewatch             |
| 265580             | 2005 QT135             | 28 d'agost de 2005     | Kitt Peak            | Spacewatch             |
| 265581             | 2005 QU146             | 28 d'agost de 2005     | Siding Spring        | Siding Spring Survey   |
| 265582             | 2005 QY146             | 28 d'agost de 2005     | Siding Spring        | Siding Spring Survey   |
| 265583             | 2005 QS147             | 28 d'agost de 2005     | Siding Spring        | Siding Spring Survey   |
| 265584             | 2005 QZ147             | 28 d'agost de 2005     | Siding Spring        | Siding Spring Survey   |
| 265585             | 2005 QL153             | 27 d'agost de 2005     | Anderson Mesa        | LONEOS                 |
| 265586             | 2005 QU153             | 27 d'agost de 2005     | Palomar              | NEAT                   |
| 265587             | 2005 QP154             | 28 d'agost de 2005     | Anderson Mesa        | LONEOS                 |
| 265588             | 2005 QF160             | 28 d'agost de 2005     | Anderson Mesa        | LONEOS                 |
| 265589             | 2005 QK162             | 30 d'agost de 2005     | Palomar              | NEAT                   |
| 265590             | 2005 QS165             | 31 d'agost de 2005     | Palomar              | NEAT                   |
| 265591             | 2005 QB176             | 31 d'agost de 2005     | Palomar              | NEAT                   |
| 265592             | 2005 QE189             | 26 d'agost de 2005     | Palomar              | NEAT                   |
| 265593             | 2005 RO1               | 1 de setembre de 2005  | Palomar              | NEAT                   |
| 265594 Keletiágnes | 2005 RS3               | 5 de setembre de 2005  | Piszkesteto          | Piszkesteto            |
| 265595             | 2005 RV10              | 9 de setembre de 2005  | Socorro              | LINEAR                 |
| 265596             | 2005 RE17              | 1 de setembre de 2005  | Kitt Peak            | Spacewatch             |
| 265597             | 2005 RL20              | 1 de setembre de 2005  | Palomar              | NEAT                   |
| 265598             | 2005 RP20              | 1 de setembre de 2005  | Palomar              | NEAT                   |
| 265599             | 2005 RM23              | 9 de setembre de 2005  | Socorro              | LINEAR                 |
| 265600             | 2005 RO27              | 10 de setembre de 2005 | Anderson Mesa        | LONEOS                 |

## 265601-265700
| Nom    | Designació provisional | Data de descobriment   | Lloc de descobriment | Descobridor/s            |
| ------ | ---------------------- | ---------------------- | -------------------- | ------------------------ |
| 265601 | 2005 RP30              | 10 de setembre de 2005 | Anderson Mesa        | LONEOS                   |
| 265602 | 2005 RE45              | 10 de setembre de 2005 | Anderson Mesa        | LONEOS                   |
| 265603 | 2005 RW51              | 13 de setembre de 2005 | Catalina             | CSS                      |
| 265604 | 2005 SK6               | 23 de setembre de 2005 | Kitt Peak            | Spacewatch               |
| 265605 | 2005 SZ6               | 23 de setembre de 2005 | Kitt Peak            | Spacewatch               |
| 265606 | 2005 SA12              | 23 de setembre de 2005 | Kitt Peak            | Spacewatch               |
| 265607 | 2005 SW27              | 23 de setembre de 2005 | Kitt Peak            | Spacewatch               |
| 265608 | 2005 SU32              | 23 de setembre de 2005 | Kitt Peak            | Spacewatch               |
| 265609 | 2005 SU46              | 24 de setembre de 2005 | Kitt Peak            | Spacewatch               |
| 265610 | 2005 SY46              | 24 de setembre de 2005 | Kitt Peak            | Spacewatch               |
| 265611 | 2005 SE48              | 24 de setembre de 2005 | Kitt Peak            | Spacewatch               |
| 265612 | 2005 SK49              | 24 de setembre de 2005 | Kitt Peak            | Spacewatch               |
| 265613 | 2005 SL69              | 27 de setembre de 2005 | Kitt Peak            | Spacewatch               |
| 265614 | 2005 SL79              | 24 de setembre de 2005 | Kitt Peak            | Spacewatch               |
| 265615 | 2005 SY88              | 24 de setembre de 2005 | Kitt Peak            | Spacewatch               |
| 265616 | 2005 SC91              | 24 de setembre de 2005 | Kitt Peak            | Spacewatch               |
| 265617 | 2005 ST96              | 25 de setembre de 2005 | Palomar              | NEAT                     |
| 265618 | 2005 SS117             | 28 de setembre de 2005 | Palomar              | NEAT                     |
| 265619 | 2005 SQ119             | 29 de setembre de 2005 | Mount Lemmon         | Mt. Lemmon Survey        |
| 265620 | 2005 SJ132             | 29 de setembre de 2005 | Kitt Peak            | Spacewatch               |
| 265621 | 2005 SR134             | 30 de setembre de 2005 | Mount Lemmon         | Mt. Lemmon Survey        |
| 265622 | 2005 SJ138             | 25 de setembre de 2005 | Palomar              | NEAT                     |
| 265623 | 2005 SA143             | 25 de setembre de 2005 | Kitt Peak            | Spacewatch               |
| 265624 | 2005 SE151             | 25 de setembre de 2005 | Kitt Peak            | Spacewatch               |
| 265625 | 2005 SC159             | 26 de setembre de 2005 | Kitt Peak            | Spacewatch               |
| 265626 | 2005 SL170             | 29 de setembre de 2005 | Kitt Peak            | Spacewatch               |
| 265627 | 2005 SN189             | 29 de setembre de 2005 | Mount Lemmon         | Mt. Lemmon Survey        |
| 265628 | 2005 SB201             | 30 de setembre de 2005 | Kitt Peak            | Spacewatch               |
| 265629 | 2005 SL216             | 30 de setembre de 2005 | Palomar              | NEAT                     |
| 265630 | 2005 SG220             | 29 de setembre de 2005 | Catalina             | CSS                      |
| 265631 | 2005 SY221             | 27 de setembre de 2005 | Socorro              | LINEAR                   |
| 265632 | 2005 SQ222             | 29 de setembre de 2005 | Siding Spring        | Siding Spring Survey     |
| 265633 | 2005 SE223             | 28 de setembre de 2005 | Palomar              | NEAT                     |
| 265634 | 2005 SZ269             | 29 de setembre de 2005 | Mount Lemmon         | Mt. Lemmon Survey        |
| 265635 | 2005 SH289             | 23 de setembre de 2005 | Kitt Peak            | Spacewatch               |
| 265636 | 2005 SJ289             | 23 de setembre de 2005 | Kitt Peak            | Spacewatch               |
| 265637 | 2005 SV289             | 30 de setembre de 2005 | Mount Lemmon         | Mt. Lemmon Survey        |
| 265638 | 2005 TE22              | 1 d'octubre de 2005    | Mount Lemmon         | Mt. Lemmon Survey        |
| 265639 | 2005 TA24              | 1 d'octubre de 2005    | Kitt Peak            | Spacewatch               |
| 265640 | 2005 TF25              | 1 d'octubre de 2005    | Mount Lemmon         | Mt. Lemmon Survey        |
| 265641 | 2005 TD39              | 1 d'octubre de 2005    | Catalina             | CSS                      |
| 265642 | 2005 TS42              | 3 d'octubre de 2005    | Palomar              | NEAT                     |
| 265643 | 2005 TM63              | 5 d'octubre de 2005    | Mount Lemmon         | Mt. Lemmon Survey        |
| 265644 | 2005 TZ63              | 6 d'octubre de 2005    | Catalina             | CSS                      |
| 265645 | 2005 TP72              | 5 d'octubre de 2005    | Catalina             | CSS                      |
| 265646 | 2005 TQ75              | 3 d'octubre de 2005    | Palomar              | NEAT                     |
| 265647 | 2005 TH98              | 6 d'octubre de 2005    | Kitt Peak            | Spacewatch               |
| 265648 | 2005 TX103             | 8 d'octubre de 2005    | Socorro              | LINEAR                   |
| 265649 | 2005 TK105             | 8 d'octubre de 2005    | Socorro              | LINEAR                   |
| 265650 | 2005 TD118             | 7 d'octubre de 2005    | Kitt Peak            | Spacewatch               |
| 265651 | 2005 TC121             | 7 d'octubre de 2005    | Kitt Peak            | Spacewatch               |
| 265652 | 2005 TK121             | 7 d'octubre de 2005    | Catalina             | CSS                      |
| 265653 | 2005 TP132             | 7 d'octubre de 2005    | Kitt Peak            | Spacewatch               |
| 265654 | 2005 TE133             | 8 d'octubre de 2005    | Catalina             | CSS                      |
| 265655 | 2005 TU135             | 6 d'octubre de 2005    | Kitt Peak            | Spacewatch               |
| 265656 | 2005 TK143             | 8 d'octubre de 2005    | Kitt Peak            | Spacewatch               |
| 265657 | 2005 TX145             | 8 d'octubre de 2005    | Kitt Peak            | Spacewatch               |
| 265658 | 2005 TZ176             | 1 d'octubre de 2005    | Anderson Mesa        | LONEOS                   |
| 265659 | 2005 TK186             | 7 d'octubre de 2005    | Kitt Peak            | Spacewatch               |
| 265660 | 2005 TH191             | 1 d'octubre de 2005    | Anderson Mesa        | LONEOS                   |
| 265661 | 2005 UB                | 21 d'octubre de 2005   | Socorro              | LINEAR                   |
| 265662 | 2005 UG9               | 21 d'octubre de 2005   | Palomar              | NEAT                     |
| 265663 | 2005 UZ16              | 22 d'octubre de 2005   | Kitt Peak            | Spacewatch               |
| 265664 | 2005 UF23              | 23 d'octubre de 2005   | Kitt Peak            | Spacewatch               |
| 265665 | 2005 UQ24              | 23 d'octubre de 2005   | Kitt Peak            | Spacewatch               |
| 265666 | 2005 UT28              | 23 de març de 2003     | Apache Point         | Sloan Digital Sky Survey |
| 265667 | 2005 UZ28              | 23 d'octubre de 2005   | Catalina             | CSS                      |
| 265668 | 2005 UQ37              | 24 d'octubre de 2005   | Kitt Peak            | Spacewatch               |
| 265669 | 2005 UB50              | 23 d'octubre de 2005   | Catalina             | CSS                      |
| 265670 | 2005 UQ51              | 23 d'octubre de 2005   | Catalina             | CSS                      |
| 265671 | 2005 UD53              | 23 d'octubre de 2005   | Catalina             | CSS                      |
| 265672 | 2005 UL53              | 23 d'octubre de 2005   | Catalina             | CSS                      |
| 265673 | 2005 UQ53              | 23 d'octubre de 2005   | Catalina             | CSS                      |
| 265674 | 2005 UT55              | 23 d'octubre de 2005   | Catalina             | CSS                      |
| 265675 | 2005 UZ57              | 24 d'octubre de 2005   | Kitt Peak            | Spacewatch               |
| 265676 | 2005 UO58              | 24 d'octubre de 2005   | Kitt Peak            | Spacewatch               |
| 265677 | 2005 UB67              | 22 d'octubre de 2005   | Kitt Peak            | Spacewatch               |
| 265678 | 2005 UY67              | 22 d'octubre de 2005   | Palomar              | NEAT                     |
| 265679 | 2005 UJ70              | 23 d'octubre de 2005   | Catalina             | CSS                      |
| 265680 | 2005 UK73              | 23 d'octubre de 2005   | Palomar              | NEAT                     |
| 265681 | 2005 UO75              | 24 d'octubre de 2005   | Palomar              | NEAT                     |
| 265682 | 2005 UX77              | 25 d'octubre de 2005   | Palomar              | NEAT                     |
| 265683 | 2005 UG79              | 25 d'octubre de 2005   | Catalina             | CSS                      |
| 265684 | 2005 UF88              | 22 d'octubre de 2005   | Kitt Peak            | Spacewatch               |
| 265685 | 2005 UX96              | 22 d'octubre de 2005   | Kitt Peak            | Spacewatch               |
| 265686 | 2005 UX98              | 22 d'octubre de 2005   | Kitt Peak            | Spacewatch               |
| 265687 | 2005 UW101             | 22 d'octubre de 2005   | Kitt Peak            | Spacewatch               |
| 265688 | 2005 UR107             | 22 d'octubre de 2005   | Palomar              | NEAT                     |
| 265689 | 2005 UX115             | 23 d'octubre de 2005   | Catalina             | CSS                      |
| 265690 | 2005 UO116             | 23 d'octubre de 2005   | Catalina             | CSS                      |
| 265691 | 2005 UT123             | 24 d'octubre de 2005   | Kitt Peak            | Spacewatch               |
| 265692 | 2005 UN126             | 24 d'octubre de 2005   | Kitt Peak            | Spacewatch               |
| 265693 | 2005 UQ126             | 24 d'octubre de 2005   | Kitt Peak            | Spacewatch               |
| 265694 | 2005 UX127             | 24 d'octubre de 2005   | Kitt Peak            | Spacewatch               |
| 265695 | 2005 UJ131             | 24 d'octubre de 2005   | Palomar              | NEAT                     |
| 265696 | 2005 UG146             | 26 d'octubre de 2005   | Kitt Peak            | Spacewatch               |
| 265697 | 2005 UC151             | 26 d'octubre de 2005   | Kitt Peak            | Spacewatch               |
| 265698 | 2005 UR152             | 26 d'octubre de 2005   | Kitt Peak            | Spacewatch               |
| 265699 | 2005 UO153             | 26 d'octubre de 2005   | Kitt Peak            | Spacewatch               |
| 265700 | 2005 UX155             | 26 d'octubre de 2005   | Palomar              | NEAT                     |

## 265701-265800
| Nom    | Designació provisional | Data de descobriment   | Lloc de descobriment | Descobridor/s     |
| ------ | ---------------------- | ---------------------- | -------------------- | ----------------- |
| 265701 | 2005 UF162             | 27 d'octubre de 2005   | Anderson Mesa        | LONEOS            |
| 265702 | 2005 UD172             | 24 d'octubre de 2005   | Kitt Peak            | Spacewatch        |
| 265703 | 2005 UZ180             | 24 d'octubre de 2005   | Kitt Peak            | Spacewatch        |
| 265704 | 2005 UN182             | 24 d'octubre de 2005   | Kitt Peak            | Spacewatch        |
| 265705 | 2005 UM186             | 25 d'octubre de 2005   | Mount Lemmon         | Mt. Lemmon Survey |
| 265706 | 2005 UT201             | 25 d'octubre de 2005   | Kitt Peak            | Spacewatch        |
| 265707 | 2005 UA213             | 27 d'octubre de 2005   | Mount Lemmon         | Mt. Lemmon Survey |
| 265708 | 2005 UY224             | 25 d'octubre de 2005   | Kitt Peak            | Spacewatch        |
| 265709 | 2005 UT237             | 25 d'octubre de 2005   | Kitt Peak            | Spacewatch        |
| 265710 | 2005 UM238             | 25 d'octubre de 2005   | Kitt Peak            | Spacewatch        |
| 265711 | 2005 UQ252             | 26 d'octubre de 2005   | Kitt Peak            | Spacewatch        |
| 265712 | 2005 UE258             | 25 d'octubre de 2005   | Kitt Peak            | Spacewatch        |
| 265713 | 2005 UD267             | 27 d'octubre de 2005   | Kitt Peak            | Spacewatch        |
| 265714 | 2005 UZ278             | 24 d'octubre de 2005   | Kitt Peak            | Spacewatch        |
| 265715 | 2005 UC295             | 26 d'octubre de 2005   | Kitt Peak            | Spacewatch        |
| 265716 | 2005 UH296             | 26 d'octubre de 2005   | Kitt Peak            | Spacewatch        |
| 265717 | 2005 UY308             | 28 d'octubre de 2005   | Mount Lemmon         | Mt. Lemmon Survey |
| 265718 | 2005 UN352             | 29 d'octubre de 2005   | Catalina             | CSS               |
| 265719 | 2005 UY357             | 24 d'octubre de 2005   | Kitt Peak            | Spacewatch        |
| 265720 | 2005 UH366             | 27 d'octubre de 2005   | Kitt Peak            | Spacewatch        |
| 265721 | 2005 UR381             | 30 d'octubre de 2005   | Mount Lemmon         | Mt. Lemmon Survey |
| 265722 | 2005 UX383             | 27 d'octubre de 2005   | Catalina             | CSS               |
| 265723 | 2005 UQ393             | 28 d'octubre de 2005   | Catalina             | CSS               |
| 265724 | 2005 UQ410             | 31 d'octubre de 2005   | Mount Lemmon         | Mt. Lemmon Survey |
| 265725 | 2005 UB413             | 31 d'octubre de 2005   | Mount Lemmon         | Mt. Lemmon Survey |
| 265726 | 2005 UK413             | 31 d'octubre de 2005   | Catalina             | CSS               |
| 265727 | 2005 UD414             | 25 d'octubre de 2005   | Kitt Peak            | Spacewatch        |
| 265728 | 2005 UY420             | 25 d'octubre de 2005   | Mount Lemmon         | Mt. Lemmon Survey |
| 265729 | 2005 UZ429             | 28 d'octubre de 2005   | Kitt Peak            | Spacewatch        |
| 265730 | 2005 UQ431             | 28 d'octubre de 2005   | Kitt Peak            | Spacewatch        |
| 265731 | 2005 UE445             | 31 d'octubre de 2005   | Anderson Mesa        | LONEOS            |
| 265732 | 2005 US446             | 29 d'octubre de 2005   | Catalina             | CSS               |
| 265733 | 2005 UZ451             | 28 d'octubre de 2005   | Socorro              | LINEAR            |
| 265734 | 2005 UH454             | 23 d'octubre de 2005   | Catalina             | CSS               |
| 265735 | 2005 UY483             | 22 d'octubre de 2005   | Palomar              | NEAT              |
| 265736 | 2005 UM486             | 23 d'octubre de 2005   | Catalina             | CSS               |
| 265737 | 2005 UT498             | 27 d'octubre de 2005   | Catalina             | CSS               |
| 265738 | 2005 UX498             | 27 d'octubre de 2005   | Socorro              | LINEAR            |
| 265739 | 2005 UM501             | 27 d'octubre de 2005   | Catalina             | CSS               |
| 265740 | 2005 UV508             | 25 d'octubre de 2005   | Kitt Peak            | Spacewatch        |
| 265741 | 2005 UG509             | 27 d'octubre de 2005   | Catalina             | CSS               |
| 265742 | 2005 UG510             | 24 d'octubre de 2005   | Mauna Kea            | D. J. Tholen      |
| 265743 | 2005 VX2               | 6 de novembre de 2005  | Pla D'Arguines       | Pla D'Arguines    |
| 265744 | 2005 VL4               | 6 de novembre de 2005  | Mayhill              | A. Lowe           |
| 265745 | 2005 VY4               | 3 de novembre de 2005  | Kitt Peak            | Spacewatch        |
| 265746 | 2005 VA6               | 11 de novembre de 2005 | Cordell-Lorenz       | Cordell-Lorenz    |
| 265747 | 2005 VJ6               | 6 de novembre de 2005  | Kitt Peak            | Spacewatch        |
| 265748 | 2005 VH10              | 2 de novembre de 2005  | Mount Lemmon         | Mt. Lemmon Survey |
| 265749 | 2005 VQ31              | 4 de novembre de 2005  | Kitt Peak            | Spacewatch        |
| 265750 | 2005 VK39              | 4 de novembre de 2005  | Socorro              | LINEAR            |
| 265751 | 2005 VR44              | 3 de novembre de 2005  | Socorro              | LINEAR            |
| 265752 | 2005 VV47              | 5 de novembre de 2005  | Kitt Peak            | Spacewatch        |
| 265753 | 2005 VJ50              | 2 de novembre de 2005  | Mount Lemmon         | Mt. Lemmon Survey |
| 265754 | 2005 VC76              | 3 de novembre de 2005  | Socorro              | LINEAR            |
| 265755 | 2005 VF77              | 5 de novembre de 2005  | Mount Lemmon         | Mt. Lemmon Survey |
| 265756 | 2005 VB90              | 6 de novembre de 2005  | Kitt Peak            | Spacewatch        |
| 265757 | 2005 VM96              | 7 de novembre de 2005  | Socorro              | LINEAR            |
| 265758 | 2005 VP97              | 5 de novembre de 2005  | Kitt Peak            | Spacewatch        |
| 265759 | 2005 VH103             | 2 de novembre de 2005  | Mount Lemmon         | Mt. Lemmon Survey |
| 265760 | 2005 VW111             | 6 de novembre de 2005  | Mount Lemmon         | Mt. Lemmon Survey |
| 265761 | 2005 VO125             | 3 de novembre de 2005  | Mount Lemmon         | Mt. Lemmon Survey |
| 265762 | 2005 WG5               | 20 de novembre de 2005 | Palomar              | NEAT              |
| 265763 | 2005 WZ5               | 21 de novembre de 2005 | Junk Bond            | D. Healy          |
| 265764 | 2005 WR7               | 21 de novembre de 2005 | Palomar              | NEAT              |
| 265765 | 2005 WM9               | 21 de novembre de 2005 | Kitt Peak            | Spacewatch        |
| 265766 | 2005 WS20              | 21 de novembre de 2005 | Kitt Peak            | Spacewatch        |
| 265767 | 2005 WX20              | 21 de novembre de 2005 | Kitt Peak            | Spacewatch        |
| 265768 | 2005 WS31              | 21 de novembre de 2005 | Kitt Peak            | Spacewatch        |
| 265769 | 2005 WY32              | 21 de novembre de 2005 | Kitt Peak            | Spacewatch        |
| 265770 | 2005 WX33              | 21 de novembre de 2005 | Kitt Peak            | Spacewatch        |
| 265771 | 2005 WS35              | 22 de novembre de 2005 | Kitt Peak            | Spacewatch        |
| 265772 | 2005 WD36              | 22 de novembre de 2005 | Kitt Peak            | Spacewatch        |
| 265773 | 2005 WK49              | 25 de novembre de 2005 | Kitt Peak            | Spacewatch        |
| 265774 | 2005 WY62              | 25 de novembre de 2005 | Catalina             | CSS               |
| 265775 | 2005 WF64              | 25 de novembre de 2005 | Catalina             | CSS               |
| 265776 | 2005 WR66              | 22 de novembre de 2005 | Kitt Peak            | Spacewatch        |
| 265777 | 2005 WM74              | 27 de novembre de 2005 | Anderson Mesa        | LONEOS            |
| 265778 | 2005 WZ95              | 26 de novembre de 2005 | Kitt Peak            | Spacewatch        |
| 265779 | 2005 WM97              | 26 de novembre de 2005 | Mount Lemmon         | Mt. Lemmon Survey |
| 265780 | 2005 WT100             | 29 de novembre de 2005 | Socorro              | LINEAR            |
| 265781 | 2005 WZ100             | 29 de novembre de 2005 | Socorro              | LINEAR            |
| 265782 | 2005 WT109             | 30 de novembre de 2005 | Kitt Peak            | Spacewatch        |
| 265783 | 2005 WW116             | 30 de novembre de 2005 | Mount Lemmon         | Mt. Lemmon Survey |
| 265784 | 2005 WM120             | 29 de novembre de 2005 | Socorro              | LINEAR            |
| 265785 | 2005 WV120             | 30 de novembre de 2005 | Kitt Peak            | Spacewatch        |
| 265786 | 2005 WG121             | 30 de novembre de 2005 | Mount Lemmon         | Mt. Lemmon Survey |
| 265787 | 2005 WA126             | 25 de novembre de 2005 | Mount Lemmon         | Mt. Lemmon Survey |
| 265788 | 2005 WH144             | 30 de novembre de 2005 | Palomar              | NEAT              |
| 265789 | 2005 WM150             | 28 de novembre de 2005 | Socorro              | LINEAR            |
| 265790 | 2005 WD155             | 29 de novembre de 2005 | Kitt Peak            | Spacewatch        |
| 265791 | 2005 WT156             | 30 de novembre de 2005 | Socorro              | LINEAR            |
| 265792 | 2005 WS159             | 30 de novembre de 2005 | Kitt Peak            | Spacewatch        |
| 265793 | 2005 WK169             | 30 de novembre de 2005 | Mount Lemmon         | Mt. Lemmon Survey |
| 265794 | 2005 WK180             | 21 de novembre de 2005 | Catalina             | CSS               |
| 265795 | 2005 WE193             | 26 de novembre de 2005 | Catalina             | CSS               |
| 265796 | 2005 WQ193             | 28 de novembre de 2005 | Palomar              | NEAT              |
| 265797 | 2005 WP194             | 29 de novembre de 2005 | Catalina             | CSS               |
| 265798 | 2005 WJ196             | 30 de novembre de 2005 | Kitt Peak            | Spacewatch        |
| 265799 | 2005 WY196             | 30 de novembre de 2005 | Socorro              | LINEAR            |
| 265800 | 2005 WX207             | 28 de novembre de 2005 | Kitt Peak            | Spacewatch        |

## 265801-265900
| Nom    | Designació provisional | Data de descobriment   | Lloc de descobriment | Descobridor/s     |
| ------ | ---------------------- | ---------------------- | -------------------- | ----------------- |
| 265801 | 2005 XZ2               | 1 de desembre de 2005  | Palomar              | NEAT              |
| 265802 | 2005 XR4               | 2 de desembre de 2005  | Mount Lemmon         | Mt. Lemmon Survey |
| 265803 | 2005 XE5               | 6 de desembre de 2005  | Desert Moon          | B. L. Stevens     |
| 265804 | 2005 XG6               | 2 de desembre de 2005  | Kitt Peak            | Spacewatch        |
| 265805 | 2005 XC18              | 1 de desembre de 2005  | Kitt Peak            | Spacewatch        |
| 265806 | 2005 XW24              | 2 de desembre de 2005  | Mount Lemmon         | Mt. Lemmon Survey |
| 265807 | 2005 XS26              | 4 de desembre de 2005  | Kitt Peak            | Spacewatch        |
| 265808 | 2005 XL32              | 4 de desembre de 2005  | Kitt Peak            | Spacewatch        |
| 265809 | 2005 XN35              | 4 de desembre de 2005  | Kitt Peak            | Spacewatch        |
| 265810 | 2005 XJ38              | 4 de desembre de 2005  | Kitt Peak            | Spacewatch        |
| 265811 | 2005 XM38              | 4 de desembre de 2005  | Kitt Peak            | Spacewatch        |
| 265812 | 2005 XA40              | 5 de desembre de 2005  | Mount Lemmon         | Mt. Lemmon Survey |
| 265813 | 2005 XN44              | 2 de desembre de 2005  | Kitt Peak            | Spacewatch        |
| 265814 | 2005 XZ58              | 3 de desembre de 2005  | Kitt Peak            | Spacewatch        |
| 265815 | 2005 XL60              | 3 de desembre de 2005  | Kitt Peak            | Spacewatch        |
| 265816 | 2005 XV64              | 7 de desembre de 2005  | Socorro              | LINEAR            |
| 265817 | 2005 XA67              | 5 de desembre de 2005  | Kitt Peak            | Spacewatch        |
| 265818 | 2005 XU67              | 5 de desembre de 2005  | Mount Lemmon         | Mt. Lemmon Survey |
| 265819 | 2005 XK68              | 6 de desembre de 2005  | Kitt Peak            | Spacewatch        |
| 265820 | 2005 XA70              | 6 de desembre de 2005  | Kitt Peak            | Spacewatch        |
| 265821 | 2005 XZ110             | 1 de desembre de 2005  | Kitt Peak            | M. W. Buie        |
| 265822 | 2005 YS1               | 18 de desembre de 2005 | Marly                | P. Kocher         |
| 265823 | 2005 YD3               | 21 de desembre de 2005 | Catalina             | CSS               |
| 265824 | 2005 YD6               | 21 de desembre de 2005 | Kitt Peak            | Spacewatch        |
| 265825 | 2005 YX6               | 21 de desembre de 2005 | Catalina             | CSS               |
| 265826 | 2005 YL9               | 21 de desembre de 2005 | Kitt Peak            | Spacewatch        |
| 265827 | 2005 YP11              | 21 de desembre de 2005 | Kitt Peak            | Spacewatch        |
| 265828 | 2005 YT20              | 24 de desembre de 2005 | Kitt Peak            | Spacewatch        |
| 265829 | 2005 YF23              | 24 de desembre de 2005 | Kitt Peak            | Spacewatch        |
| 265830 | 2005 YD24              | 24 de desembre de 2005 | Kitt Peak            | Spacewatch        |
| 265831 | 2005 YK33              | 24 de desembre de 2005 | Kitt Peak            | Spacewatch        |
| 265832 | 2005 YY34              | 24 de desembre de 2005 | Kitt Peak            | Spacewatch        |
| 265833 | 2005 YA35              | 24 de desembre de 2005 | Kitt Peak            | Spacewatch        |
| 265834 | 2005 YK40              | 22 de desembre de 2005 | Kitt Peak            | Spacewatch        |
| 265835 | 2005 YW44              | 25 de desembre de 2005 | Kitt Peak            | Spacewatch        |
| 265836 | 2005 YJ46              | 25 de desembre de 2005 | Kitt Peak            | Spacewatch        |
| 265837 | 2005 YD53              | 22 de desembre de 2005 | Kitt Peak            | Spacewatch        |
| 265838 | 2005 YX55              | 21 de desembre de 2005 | Kitt Peak            | Spacewatch        |
| 265839 | 2005 YE63              | 24 de desembre de 2005 | Kitt Peak            | Spacewatch        |
| 265840 | 2005 YK63              | 24 de desembre de 2005 | Kitt Peak            | Spacewatch        |
| 265841 | 2005 YX64              | 25 de desembre de 2005 | Kitt Peak            | Spacewatch        |
| 265842 | 2005 YC65              | 25 de desembre de 2005 | Kitt Peak            | Spacewatch        |
| 265843 | 2005 YG71              | 24 de desembre de 2005 | Kitt Peak            | Spacewatch        |
| 265844 | 2005 YF73              | 24 de desembre de 2005 | Kitt Peak            | Spacewatch        |
| 265845 | 2005 YJ76              | 24 de desembre de 2005 | Kitt Peak            | Spacewatch        |
| 265846 | 2005 YF80              | 24 de desembre de 2005 | Kitt Peak            | Spacewatch        |
| 265847 | 2005 YD81              | 24 de desembre de 2005 | Kitt Peak            | Spacewatch        |
| 265848 | 2005 YX81              | 24 de desembre de 2005 | Kitt Peak            | Spacewatch        |
| 265849 | 2005 YA91              | 26 de desembre de 2005 | Mount Lemmon         | Mt. Lemmon Survey |
| 265850 | 2005 YQ92              | 27 de desembre de 2005 | Mount Lemmon         | Mt. Lemmon Survey |
| 265851 | 2005 YE95              | 25 de desembre de 2005 | Kitt Peak            | Spacewatch        |
| 265852 | 2005 YY110             | 25 de desembre de 2005 | Kitt Peak            | Spacewatch        |
| 265853 | 2005 YC120             | 27 de desembre de 2005 | Mount Lemmon         | Mt. Lemmon Survey |
| 265854 | 2005 YX131             | 25 de desembre de 2005 | Mount Lemmon         | Mt. Lemmon Survey |
| 265855 | 2005 YQ142             | 28 de desembre de 2005 | Mount Lemmon         | Mt. Lemmon Survey |
| 265856 | 2005 YM148             | 25 de desembre de 2005 | Kitt Peak            | Spacewatch        |
| 265857 | 2005 YR151             | 25 de desembre de 2005 | Kitt Peak            | Spacewatch        |
| 265858 | 2005 YC157             | 27 de desembre de 2005 | Kitt Peak            | Spacewatch        |
| 265859 | 2005 YZ159             | 27 de desembre de 2005 | Kitt Peak            | Spacewatch        |
| 265860 | 2005 YJ161             | 27 de desembre de 2005 | Kitt Peak            | Spacewatch        |
| 265861 | 2005 YP161             | 27 de desembre de 2005 | Socorro              | LINEAR            |
| 265862 | 2005 YG162             | 27 de desembre de 2005 | Mount Lemmon         | Mt. Lemmon Survey |
| 265863 | 2005 YH162             | 27 de desembre de 2005 | Mount Lemmon         | Mt. Lemmon Survey |
| 265864 | 2005 YB164             | 29 de desembre de 2005 | Kitt Peak            | Spacewatch        |
| 265865 | 2005 YD164             | 29 de desembre de 2005 | Kitt Peak            | Spacewatch        |
| 265866 | 2005 YT170             | 29 de desembre de 2005 | Palomar              | NEAT              |
| 265867 | 2005 YD179             | 26 de desembre de 2005 | Mount Lemmon         | Mt. Lemmon Survey |
| 265868 | 2005 YQ186             | 29 de desembre de 2005 | Catalina             | CSS               |
| 265869 | 2005 YQ198             | 25 de desembre de 2005 | Kitt Peak            | Spacewatch        |
| 265870 | 2005 YD203             | 25 de desembre de 2005 | Kitt Peak            | Spacewatch        |
| 265871 | 2005 YC223             | 24 de desembre de 2005 | Kitt Peak            | Spacewatch        |
| 265872 | 2005 YD224             | 24 de desembre de 2005 | Kitt Peak            | Spacewatch        |
| 265873 | 2005 YL229             | 25 de desembre de 2005 | Kitt Peak            | Spacewatch        |
| 265874 | 2005 YK235             | 28 de desembre de 2005 | Mount Lemmon         | Mt. Lemmon Survey |
| 265875 | 2005 YQ258             | 24 de desembre de 2005 | Kitt Peak            | Spacewatch        |
| 265876 | 2005 YB282             | 26 de desembre de 2005 | Mount Lemmon         | Mt. Lemmon Survey |
| 265877 | 2005 YJ282             | 26 de desembre de 2005 | Mount Lemmon         | Mt. Lemmon Survey |
| 265878 | 2005 YM282             | 26 de desembre de 2005 | Mount Lemmon         | Mt. Lemmon Survey |
| 265879 | 2006 AQ7               | 5 de gener de 2006     | Catalina             | CSS               |
| 265880 | 2006 AT7               | 5 de gener de 2006     | Catalina             | CSS               |
| 265881 | 2006 AA8               | 7 de gener de 2006     | Anderson Mesa        | LONEOS            |
| 265882 | 2006 AF8               | 7 de gener de 2006     | Anderson Mesa        | LONEOS            |
| 265883 | 2006 AB12              | 4 de gener de 2006     | Kitt Peak            | Spacewatch        |
| 265884 | 2006 AM23              | 4 de gener de 2006     | Kitt Peak            | Spacewatch        |
| 265885 | 2006 AQ26              | 5 de gener de 2006     | Kitt Peak            | Spacewatch        |
| 265886 | 2006 AE29              | 6 de gener de 2006     | Anderson Mesa        | LONEOS            |
| 265887 | 2006 AK29              | 2 de gener de 2006     | Catalina             | CSS               |
| 265888 | 2006 AL31              | 5 de gener de 2006     | Kitt Peak            | Spacewatch        |
| 265889 | 2006 AK57              | 8 de gener de 2006     | Mount Lemmon         | Mt. Lemmon Survey |
| 265890 | 2006 AA62              | 5 de gener de 2006     | Kitt Peak            | Spacewatch        |
| 265891 | 2006 AX62              | 6 de gener de 2006     | Kitt Peak            | Spacewatch        |
| 265892 | 2006 AE63              | 6 de gener de 2006     | Kitt Peak            | Spacewatch        |
| 265893 | 2006 AM65              | 8 de gener de 2006     | Kitt Peak            | Spacewatch        |
| 265894 | 2006 AA75              | 2 de gener de 2006     | Mount Lemmon         | Mt. Lemmon Survey |
| 265895 | 2006 AB78              | 8 de gener de 2006     | Mount Lemmon         | Mt. Lemmon Survey |
| 265896 | 2006 AO92              | 7 de gener de 2006     | Mount Lemmon         | Mt. Lemmon Survey |
| 265897 | 2006 BG29              | 23 de gener de 2006    | Nyukasa              | Nyukasa           |
| 265898 | 2006 BP29              | 23 de gener de 2006    | Nyukasa              | Nyukasa           |
| 265899 | 2006 BD34              | 21 de gener de 2006    | Kitt Peak            | Spacewatch        |
| 265900 | 2006 BY34              | 22 de gener de 2006    | Mount Lemmon         | Mt. Lemmon Survey |

## 265901-266000
| Nom    | Designació provisional | Data de descobriment | Lloc de descobriment | Descobridor/s     |
| ------ | ---------------------- | -------------------- | -------------------- | ----------------- |
| 265901 | 2006 BW43              | 23 de gener de 2006  | Kitt Peak            | Spacewatch        |
| 265902 | 2006 BX44              | 23 de gener de 2006  | Mount Lemmon         | Mt. Lemmon Survey |
| 265903 | 2006 BZ58              | 23 de gener de 2006  | Kitt Peak            | Spacewatch        |
| 265904 | 2006 BN67              | 23 de gener de 2006  | Kitt Peak            | Spacewatch        |
| 265905 | 2006 BU68              | 23 de gener de 2006  | Kitt Peak            | Spacewatch        |
| 265906 | 2006 BD72              | 23 de gener de 2006  | Kitt Peak            | Spacewatch        |
| 265907 | 2006 BO74              | 23 de gener de 2006  | Kitt Peak            | Spacewatch        |
| 265908 | 2006 BM75              | 23 de gener de 2006  | Kitt Peak            | Spacewatch        |
| 265909 | 2006 BP79              | 23 de gener de 2006  | Kitt Peak            | Spacewatch        |
| 265910 | 2006 BF82              | 23 de gener de 2006  | Kitt Peak            | Spacewatch        |
| 265911 | 2006 BM82              | 23 de gener de 2006  | Mount Lemmon         | Mt. Lemmon Survey |
| 265912 | 2006 BB87              | 25 de gener de 2006  | Kitt Peak            | Spacewatch        |
| 265913 | 2006 BC87              | 25 de gener de 2006  | Kitt Peak            | Spacewatch        |
| 265914 | 2006 BO87              | 25 de gener de 2006  | Kitt Peak            | Spacewatch        |
| 265915 | 2006 BJ91              | 26 de gener de 2006  | Kitt Peak            | Spacewatch        |
| 265916 | 2006 BP91              | 26 de gener de 2006  | Kitt Peak            | Spacewatch        |
| 265917 | 2006 BQ94              | 26 de gener de 2006  | Kitt Peak            | Spacewatch        |
| 265918 | 2006 BA110             | 25 de gener de 2006  | Kitt Peak            | Spacewatch        |
| 265919 | 2006 BK113             | 25 de gener de 2006  | Kitt Peak            | Spacewatch        |
| 265920 | 2006 BA115             | 26 de gener de 2006  | Kitt Peak            | Spacewatch        |
| 265921 | 2006 BC128             | 26 de gener de 2006  | Kitt Peak            | Spacewatch        |
| 265922 | 2006 BS130             | 26 de gener de 2006  | Kitt Peak            | Spacewatch        |
| 265923 | 2006 BZ134             | 27 de gener de 2006  | Mount Lemmon         | Mt. Lemmon Survey |
| 265924 | 2006 BL147             | 21 de gener de 2006  | Vallemare Borbon     | V. S. Casulli     |
| 265925 | 2006 BB152             | 25 de gener de 2006  | Kitt Peak            | Spacewatch        |
| 265926 | 2006 BP152             | 25 de gener de 2006  | Kitt Peak            | Spacewatch        |
| 265927 | 2006 BG157             | 25 de gener de 2006  | Kitt Peak            | Spacewatch        |
| 265928 | 2006 BQ157             | 25 de gener de 2006  | Kitt Peak            | Spacewatch        |
| 265929 | 2006 BG158             | 25 de gener de 2006  | Kitt Peak            | Spacewatch        |
| 265930 | 2006 BK158             | 25 de gener de 2006  | Kitt Peak            | Spacewatch        |
| 265931 | 2006 BN158             | 25 de gener de 2006  | Kitt Peak            | Spacewatch        |
| 265932 | 2006 BL159             | 26 de gener de 2006  | Kitt Peak            | Spacewatch        |
| 265933 | 2006 BT160             | 26 de gener de 2006  | Kitt Peak            | Spacewatch        |
| 265934 | 2006 BN162             | 26 de gener de 2006  | Mount Lemmon         | Mt. Lemmon Survey |
| 265935 | 2006 BB166             | 26 de gener de 2006  | Mount Lemmon         | Mt. Lemmon Survey |
| 265936 | 2006 BF181             | 27 de gener de 2006  | Mount Lemmon         | Mt. Lemmon Survey |
| 265937 | 2006 BG181             | 27 de gener de 2006  | Mount Lemmon         | Mt. Lemmon Survey |
| 265938 | 2006 BP183             | 27 de gener de 2006  | Kitt Peak            | Spacewatch        |
| 265939 | 2006 BD188             | 28 de gener de 2006  | Kitt Peak            | Spacewatch        |
| 265940 | 2006 BF188             | 28 de gener de 2006  | Kitt Peak            | Spacewatch        |
| 265941 | 2006 BQ195             | 30 de gener de 2006  | Kitt Peak            | Spacewatch        |
| 265942 | 2006 BW205             | 31 de gener de 2006  | Kitt Peak            | Spacewatch        |
| 265943 | 2006 BV207             | 31 de gener de 2006  | Catalina             | CSS               |
| 265944 | 2006 BL208             | 31 de gener de 2006  | Catalina             | CSS               |
| 265945 | 2006 BR211             | 31 de gener de 2006  | Kitt Peak            | Spacewatch        |
| 265946 | 2006 BX212             | 30 de gener de 2006  | Bergisch Gladbac     | W. Bickel         |
| 265947 | 2006 BL221             | 30 de gener de 2006  | Kitt Peak            | Spacewatch        |
| 265948 | 2006 BX222             | 30 de gener de 2006  | Kitt Peak            | Spacewatch        |
| 265949 | 2006 BZ231             | 31 de gener de 2006  | Kitt Peak            | Spacewatch        |
| 265950 | 2006 BF232             | 31 de gener de 2006  | Kitt Peak            | Spacewatch        |
| 265951 | 2006 BU244             | 31 de gener de 2006  | Kitt Peak            | Spacewatch        |
| 265952 | 2006 BW248             | 31 de gener de 2006  | Kitt Peak            | Spacewatch        |
| 265953 | 2006 BO251             | 31 de gener de 2006  | Kitt Peak            | Spacewatch        |
| 265954 | 2006 BL254             | 31 de gener de 2006  | Kitt Peak            | Spacewatch        |
| 265955 | 2006 BG257             | 31 de gener de 2006  | Kitt Peak            | Spacewatch        |
| 265956 | 2006 BZ258             | 31 de gener de 2006  | Kitt Peak            | Spacewatch        |
| 265957 | 2006 BL263             | 31 de gener de 2006  | Kitt Peak            | Spacewatch        |
| 265958 | 2006 BX266             | 25 de gener de 2006  | Anderson Mesa        | LONEOS            |
| 265959 | 2006 BV270             | 31 de gener de 2006  | Catalina             | CSS               |
| 265960 | 2006 BF274             | 23 de gener de 2006  | Kitt Peak            | Spacewatch        |
| 265961 | 2006 BD280             | 23 de gener de 2006  | Kitt Peak            | Spacewatch        |
| 265962 | 2006 CG                | 1 de febrer de 2006  | Mount Lemmon         | Mt. Lemmon Survey |
| 265963 | 2006 CU52              | 4 de febrer de 2006  | Kitt Peak            | Spacewatch        |
| 265964 | 2006 CO59              | 6 de febrer de 2006  | Mount Lemmon         | Mt. Lemmon Survey |
| 265965 | 2006 CH61              | 2 de febrer de 2006  | Anderson Mesa        | LONEOS            |
| 265966 | 2006 CN65              | 5 de febrer de 2006  | Mount Lemmon         | Mt. Lemmon Survey |
| 265967 | 2006 CQ65              | 4 de febrer de 2006  | Kitt Peak            | Spacewatch        |
| 265968 | 2006 DO1               | 20 de febrer de 2006 | Kitt Peak            | Spacewatch        |
| 265969 | 2006 DD11              | 21 de febrer de 2006 | Catalina             | CSS               |
| 265970 | 2006 DJ12              | 20 de febrer de 2006 | Mount Lemmon         | Mt. Lemmon Survey |
| 265971 | 2006 DY15              | 20 de febrer de 2006 | Kitt Peak            | Spacewatch        |
| 265972 | 2006 DE16              | 20 de febrer de 2006 | Kitt Peak            | Spacewatch        |
| 265973 | 2006 DS17              | 20 de febrer de 2006 | Kitt Peak            | Spacewatch        |
| 265974 | 2006 DN23              | 20 de febrer de 2006 | Kitt Peak            | Spacewatch        |
| 265975 | 2006 DB24              | 20 de febrer de 2006 | Kitt Peak            | Spacewatch        |
| 265976 | 2006 DZ26              | 20 de febrer de 2006 | Kitt Peak            | Spacewatch        |
| 265977 | 2006 DV30              | 20 de febrer de 2006 | Kitt Peak            | Spacewatch        |
| 265978 | 2006 DH31              | 20 de febrer de 2006 | Mount Lemmon         | Mt. Lemmon Survey |
| 265979 | 2006 DM31              | 20 de febrer de 2006 | Mount Lemmon         | Mt. Lemmon Survey |
| 265980 | 2006 DN32              | 20 de febrer de 2006 | Mount Lemmon         | Mt. Lemmon Survey |
| 265981 | 2006 DV35              | 20 de febrer de 2006 | Kitt Peak            | Spacewatch        |
| 265982 | 2006 DH36              | 20 de febrer de 2006 | Mount Lemmon         | Mt. Lemmon Survey |
| 265983 | 2006 DW49              | 22 de febrer de 2006 | Anderson Mesa        | LONEOS            |
| 265984 | 2006 DS55              | 24 de febrer de 2006 | Mount Lemmon         | Mt. Lemmon Survey |
| 265985 | 2006 DL66              | 22 de febrer de 2006 | Catalina             | CSS               |
| 265986 | 2006 DP70              | 21 de febrer de 2006 | Mount Lemmon         | Mt. Lemmon Survey |
| 265987 | 2006 DV77              | 24 de febrer de 2006 | Kitt Peak            | Spacewatch        |
| 265988 | 2006 DF82              | 24 de febrer de 2006 | Kitt Peak            | Spacewatch        |
| 265989 | 2006 DD83              | 24 de febrer de 2006 | Kitt Peak            | Spacewatch        |
| 265990 | 2006 DE87              | 24 de febrer de 2006 | Kitt Peak            | Spacewatch        |
| 265991 | 2006 DM88              | 24 de febrer de 2006 | Kitt Peak            | Spacewatch        |
| 265992 | 2006 DY89              | 24 de febrer de 2006 | Kitt Peak            | Spacewatch        |
| 265993 | 2006 DS97              | 24 de febrer de 2006 | Mount Lemmon         | Mt. Lemmon Survey |
| 265994 | 2006 DN100             | 25 de febrer de 2006 | Mount Lemmon         | Mt. Lemmon Survey |
| 265995 | 2006 DV102             | 25 de febrer de 2006 | Mount Lemmon         | Mt. Lemmon Survey |
| 265996 | 2006 DA103             | 25 de febrer de 2006 | Mount Lemmon         | Mt. Lemmon Survey |
| 265997 | 2006 DT107             | 25 de febrer de 2006 | Kitt Peak            | Spacewatch        |
| 265998 | 2006 DE110             | 25 de febrer de 2006 | Mount Lemmon         | Mt. Lemmon Survey |
| 265999 | 2006 DQ112             | 27 de febrer de 2006 | Mount Lemmon         | Mt. Lemmon Survey |
| 266000 | 2006 DF131             | 25 de febrer de 2006 | Kitt Peak            | Spacewatch        |